# Ministerio
Un ministerio, secretaría de Estado o departamento ejecutivo es cada uno de los órganos administrativos de primer nivel que integran la administración pública del gobierno en un Estado. Es responsable de llevar a cabo las políticas de un área específica que tiene bajo su competencia, por ejemplo: el interior, relaciones exteriores, fuerzas armadas o de seguridad, economía, salud, y educación, entre otros. Su nombre oficial alude tácita o indirectamente al área de la que se encarga.
Asimismo, es dirigido por un titular que generalmente recibe la denominación de «ministro» o «secretario». La totalidad de los titulares de un ministerio conforman un gabinete (también llamado consejo de ministros o, inclusive, «gobierno») y, en ocasiones, existe la figura de jefe de Gabinete.
Según sea la forma de gobierno de cada país, el titular del poder ejecutivo (denominado presidente, primer ministro, canciller, jefe de Gobierno, gobernador, entre otros) usualmente es el ente superior de los ministerios y es común que nombre a sus titulares bajo ciertas pautas —que en ocasiones contempla méritos profesionales—. En algunos países, el poder legislativo funge como contrapeso para el nombramiento, ratificación o remoción de algunos o todos los titulares de un ministerio.
Dentro de un ministerio existe una organización piramidal dividida progresivamente en competencias de áreas cada vez más específicas a cargo de funcionarios de una jerarquía menor que la del titular del ministerio.

## Denominaciones
Ministerio es la denominación más común que recibe y sus titulares generalmente se llaman ministros. Proviene del latín ministerium, que significa ‘servicio’. Este nombre es utilizado en la mayoría de los países hispanohablantes: Argentina, Bolivia, Chile, Colombia, Costa Rica, Ecuador, España, Guatemala, Paraguay, República Dominicana, Uruguay y Venezuela. También se utiliza en la mayoría de los países de habla francesa (en francés, ministère): Bélgica, Canadá, Francia y Luxemburgo. En alemán, también es ministerium (ocupado en países como Alemania, Austria y Suiza). En italiano es ministero (ocupado en países como Italia).
Por un origen anglófono, otro sinónimo es «departamento ejecutivo» (o simplemente «departamento» cuando va a acompañado de su denominación, por ejemplo, Departamento de Estado de los Estados Unidos). Este término se utiliza en Estados Unidos y el Reino Unido (en inglés, department). A su vez, a los titulares de los departamentos en ambos países se les llama secretarios (en inglés, secretaries), del latín medieval secretarius, y cuyo uso se solapa además como un secretario, o sea, persona que desempeña labores administrativas.
Cabe aclarar que en Canadá se utiliza «ministerio» para su gobierno federal; en los gobiernos de sus entidades subnacionales se utiliza tanto «ministerio» como «departamento», dependiendo de la provincia o territorio.
Distinto a la mayoría de los países hispanohablantes, en México y Honduras actualmente se utiliza el término «secretaría de Estado» (o simplemente «secretaría» cuando va a acompañado de su denominación), que se originó por influjo de «secretario» como referencia del organismo del cual es encargado;[cita requerida] no obstante, alguna vez en la historia de ambos países se llegó a utilizar el término de ministerio.
Cabe destacar que en algunos países el término departamento (que no debe confundirse cuando se refiere a una entidad subnacional) también se utiliza para referirse a las ramas internas de un ministerio. En México aquel concepto sería sinónimo de «subsecretaría».
Los idiomas que son no lenguas romances (o al menos que históricamente sean ajenas a su influencia) dependen de cada uno y tradicionalmente se traducen simplemente como «ministerio», por ejemplo, el término equivalente en griego es «υπουργείο» que se traduciría como «ministerio».

## Gabinete o consejo de ministros
Los gabinetes son los órganos del poder ejecutivo de una nación o una entidad subnacional que agrupa a los titulares en turno de los ministerios; según sea el país puede considerarse al mismo titular del poder ejecutivo como parte de éste o no, pero generalmente es el encargado de nombrarlos o, por lo menos, nominarlos para que sean ratificados por otra rama del gobierno. Asimismo, «gabinete» puede hacer referencia no directamente a los titulares actuales de los distintos ministerios, sino a la composición de la organización de cada ministerio de un país (por ejemplo, Gabinete de los Estados Unidos).

### Organismos inferiores
Según sea la organización de cada país, hay algunos casos donde se integran a los gabinetes organismos oficiales que, incluso siendo una parte formal del gabinete, poseen jerárquicamente una menor importancia (y, por consiguiente, una denominación distinta) que el resto de los ministerios. Un ejemplo de ello es en Paraguay, donde existen «secretarías ejecutivas», órganos que son parte del Poder Ejecutivo de Paraguay pero que al no ser ministerios dependen directamente el presidente.
Como ejemplos históricos están México, durante la vigencia de una ley desde 1917 hasta 1939 existieron los «departamentos administrativos» y tras la promulgación de una nueva ley en el mismo año cambiaron de nombre a «departamentos de Estado», denominación que se mantuvo hasta la liquidación del Departamento del Distrito Federal en 1997. En Argentina en 2018 se redujeron los ministerios de veintidós a once, y donde se destacó la creación de «secretarías» como reemplazo de áreas específicas, pero la figura fue anulada al año siguiente.

## Ministerios del Interior

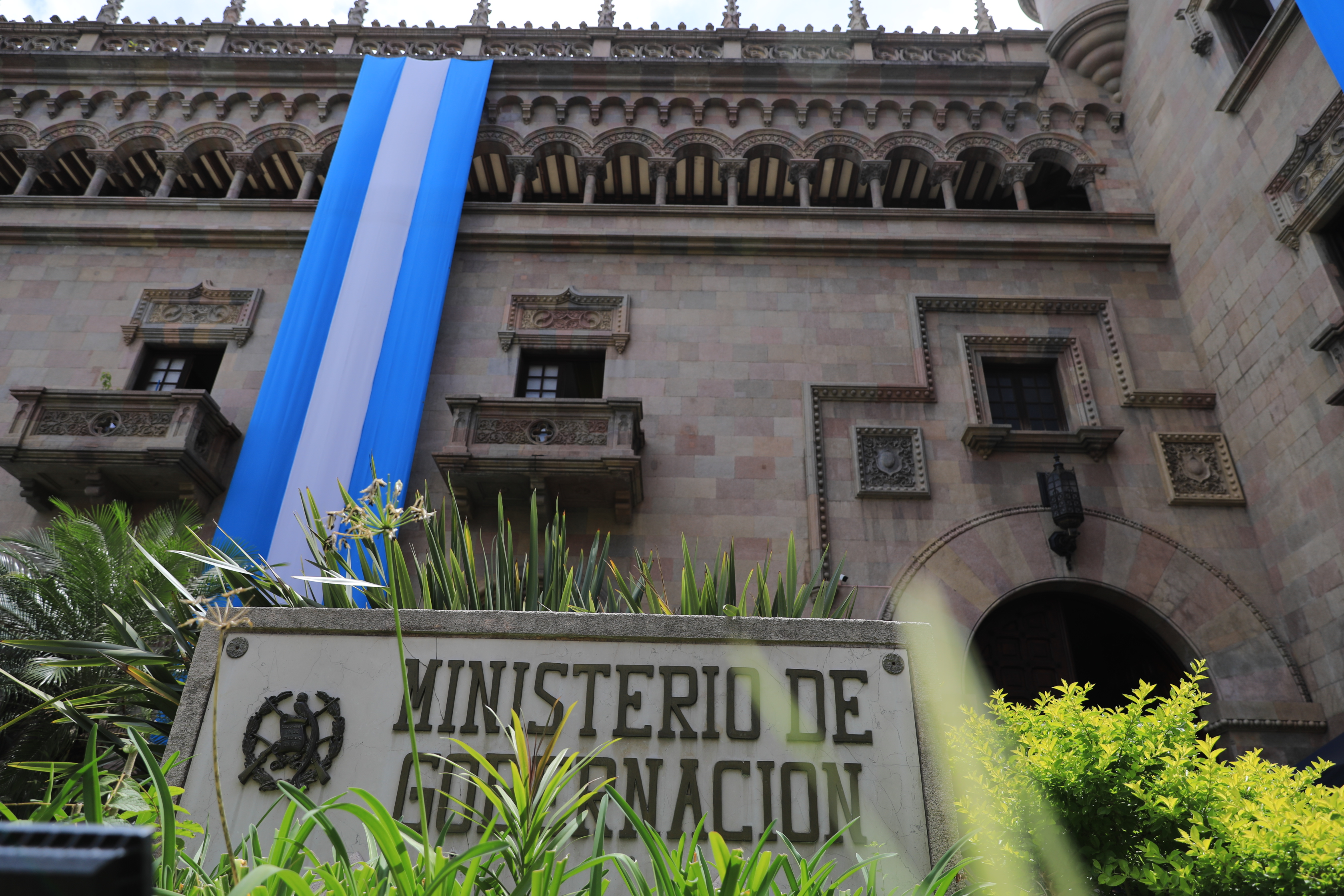
Sede el Ministerio de Gobernación de Guatemala

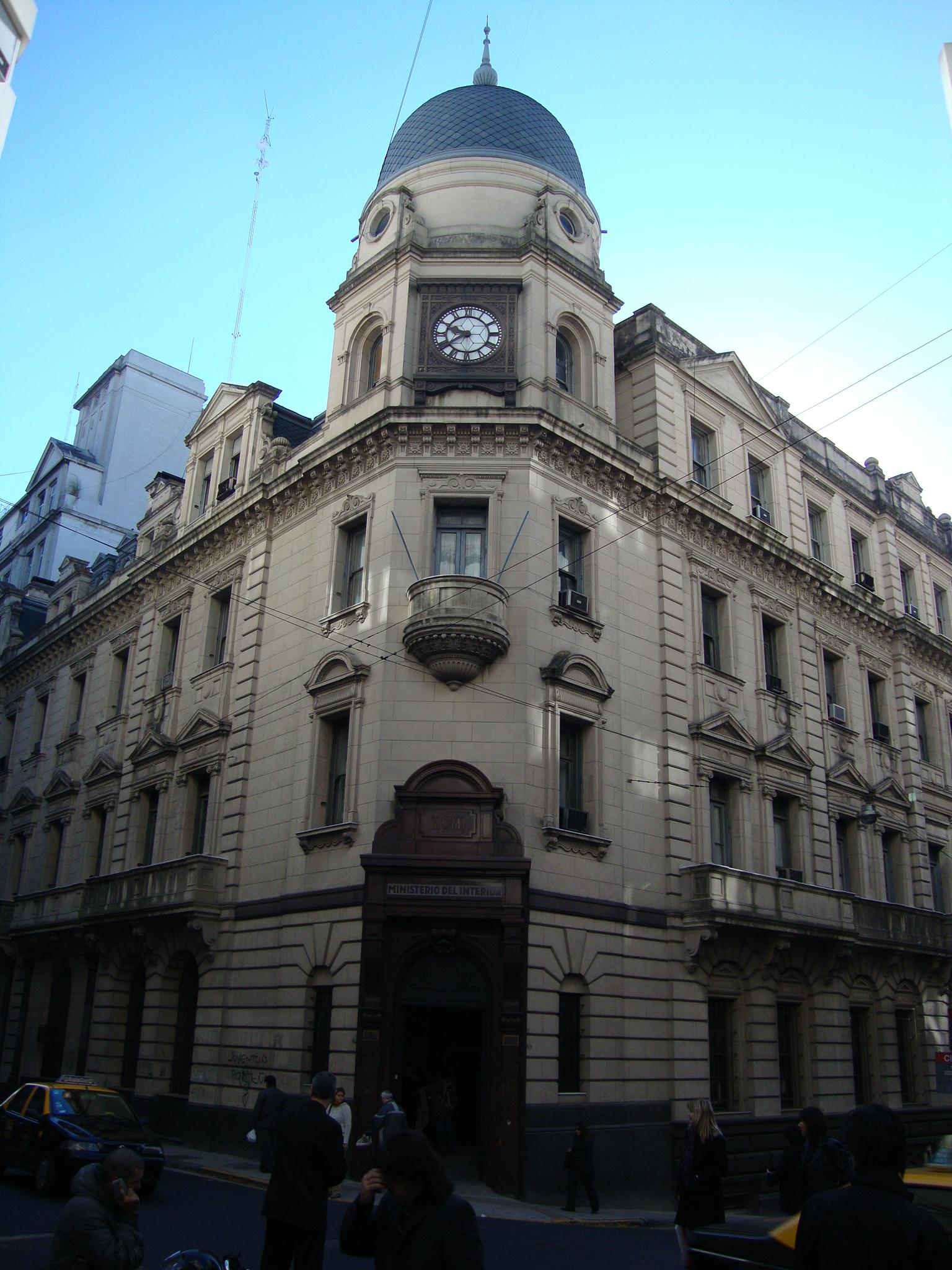
Sede del Ministerio del Interior (Argentina)

Un ministerio del Interior, ministerio de Asuntos Interiores o ministerio de Gobierno es el ministerio de mayor importancia de un país ya que se encarga del funcionamiento y supervisión general administración pública. Generalmente se le designan funciones como dirigir el registro civil, diario oficial o el sistema penitenciario; asimismo se encarga de tareas como la seguridad ciudadana, política migratoria, asuntos electorales y las relaciones con instituciones religiosas. También suele encargarse, en los países centralistas, de la supervisión de las entidades subnacionales.
Dependiendo del país puede tener más facultades o no encargarse de algunas de las funciones anteriormente mencionadas al estar contempladas en otros ministerios e, incluso, en otros organismos gubernamentales. En Ecuador quien se encarga de la realización de elecciones es la Función Electoral, una de las cinco funciones en los que se divide el Estado Ecuatoriano; mientras que en México hay una situación similar, en el que existe el Instituto Nacional Electoral, un órgano constitucional autónomo que no forma parte de los tres poderes tradicionales, los Poderes de la Unión. En Argentina, Costa Rica y Haití, las relaciones con organizaciones religiosas son responsabilidad de sus ministerios del Exterior: Ministerio de Relaciones Exteriores, Comercio Internacional y Culto, Ministerio de Relaciones Exteriores y Culto y Ministerio de Relaciones Exteriores y Culto, respectivamente. Hay países donde existe un ministerio de Seguridad, como se expone en otra sección del artículo.
En los países o entidades subnacionales donde el titular del poder ejecutivo no tiene un reemplazo directo (como vicepresidente, vicegobernador, vicejefe de gobierno, etc.) es común que el ministro del Interior funja como su reemplazo provisional.
Aunque su existencia sí es bastante habitual en los gabinetes nacionales, hay países que carecen de algún equivalente a un ministerio del Interior y ejercen dichas responsabilidades a través de otros ministerios.
| País                            | Nombre oficial                                                             |
| ------------------------------- | -------------------------------------------------------------------------- |
| Afganistán                      | Ministerio del Interior                                                    |
| Alemania                        | Ministerio Federal del Interior, Para la Construcción y la Patria          |
| Arabia Saudita                  | Ministerio del Interior                                                    |
| Argelia                         | Ministerio del Interior, Gobierno Local y Ordenamiento Territorial         |
| Australia                       | Departamento de Asuntos del Interior                                       |
| Argentina                       | Ministerio del Interior                                                    |
| Azerbaiyán                      | Ministerio del Interior                                                    |
| Bangladés                       | Ministerio del Interior                                                    |
| Bélgica                         | Ministerio del Interior, Reformas Institucionales y Renovación Democrática |
| Bolivia                         | Ministerio de Gobierno                                                     |
| Canadá                          | Ministerio de Asuntos Intergubernamentales, Infraestructura y Comunidades  |
| Canadá                          | Ministerio de Idiomas Oficiales                                            |
| Canadá                          | Presidencia del Consejo Privado del Rey de Canadá                          |
| Canadá                          | Ministerio de Relaciones Indígenas-Corona                                  |
| Chile                           | Ministerio del Interior                                                    |
| China                           | Ministerio de Asuntos Civiles                                              |
| Colombia                        | Ministerio del Interior                                                    |
| Cuba                            | Ministerio del Interior                                                    |
| Dinamarca                       | Ministerio del Interior                                                    |
| Ecuador                         | Ministerio de Gobierno de Ecuador                                          |
| Egipto                          | Ministerio del Interior                                                    |
| El Salvador                     | Ministerio de Gobernación                                                  |
| España                          | Ministerio del Interior                                                    |
| España                          | Ministerio de Política Territorial y Memoria Democrática                   |
| Estados Unidos                  | Departamento de Seguridad Nacional                                         |
| Filipinas                       | Departamento del Interior y Gobierno Local                                 |
| Finlandia                       | Ministerio del Interior                                                    |
| Francia                         | Ministerio del Interior                                                    |
| Ghana                           | Ministerio del Interior                                                    |
| Guatemala                       | Ministerio de Gobernación                                                  |
| Haití                           | Ministerio del Interior y Comunidades Territoriales                        |
| Honduras                        | Secretaría de Gobernación, Justicia y Descentralización                    |
| India                           | Ministerio del Interior                                                    |
| Irán                            | Ministerio del Interior                                                    |
| Irak                            | Ministerio del Interior                                                    |
| Israel                          | Ministerio del Interior                                                    |
| Italia                          | Ministerio del Interior de Italia                                          |
| Japón                           | Ministerio de Asuntos Internos y Comunicaciones                            |
| Malasia                         | Ministerio del Interior                                                    |
| México                          | Secretaría de Gobernación                                                  |
| Nepal                           | Ministerio del Interior                                                    |
| Nigeria                         | Ministerio Federal del Interior                                            |
| Nueva Zelanda                   | Departamento de Asuntos Internos                                           |
| Países Bajos                    | Ministerio del Interior y Relaciones del Reino                             |
| Panamá                          | Ministerio de Gobierno                                                     |
| Paraguay                        | Ministerio del Interior                                                    |
| Perú                            | Ministerio del Interior del Perú                                           |
| Reino Unido                     | Ministerio del Interior                                                    |
| República Dominicana            | Ministerio del Interior y Policía                                          |
| República Democrática del Congo | Ministerio del Interior y Seguridad                                        |
| Rusia                           | Ministerio del Interior de la Federación de Rusia                          |
| Singapur                        | Ministerio del Interior                                                    |
| Siria                           | Ministerio del Interior                                                    |
| Sudáfrica                       | Departamento del Interior                                                  |
| Sudán                           | Ministerio del Interior                                                    |
| Sudán del Sur                   | Ministerio del Interior                                                    |
| Suiza                           | Departamento Federal del Interior                                          |
| Taiwán                          | Ministerio del Interior                                                    |
| Turquía                         | Ministerio del Interior                                                    |
| Ucrania                         | Ministerio del Interior                                                    |
| Ucrania                         | Ministerio de la Reintegración de Territorios Ocupados Temporalmente       |
| Uruguay                         | Ministerio del Interior                                                    |
| Ciudad del Vaticano             | Secretaría de Estado de la Santa Sede                                      |
| Venezuela                       | Ministerio del Poder Popular para Relaciones Interiores, Justicia y Paz    |
| Vietnam                         | Ministerio del Interior                                                    |
| Zambia                          | Ministerio del Interior                                                    |
| Zimbabue                        | Ministerio del Interior                                                    |

## Ministerios del Exterior

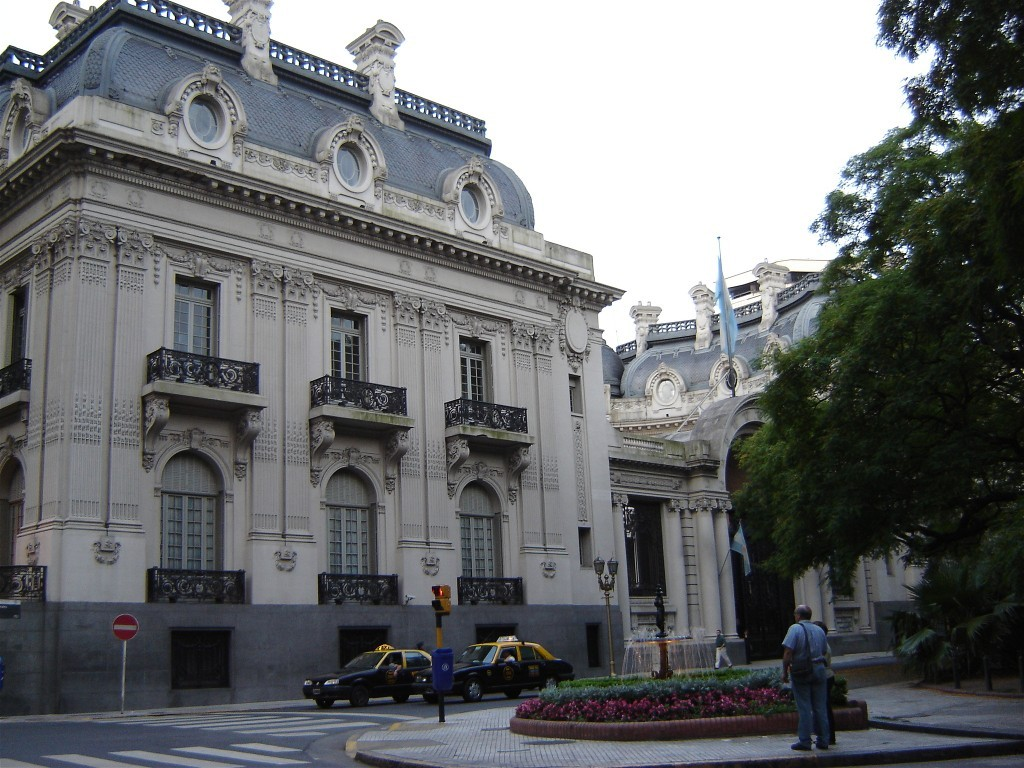
Palacio San Martín, sede del Ministerio de Relaciones Exteriores, Comercio Internacional y Culto de Argentina.

Un ministerio del Exterior, ministerio de Asuntos Exteriores o ministerio de Relaciones Exteriores es el ministerio que se encarga de la diplomacia o todo lo concerniente a los asuntos internacionales. Los ministerios del Exteriores no les corresponden las relaciones con entidades inferiores, ya que es ámbito del ministerio del Interior.
En el caso de los ministerios de los estados soberanos se encargan de las relaciones internacionales, ya sea con otros estados soberanos o con organismos intergubernamentales, a través de las misiones diplomáticas cuyos titulares son los embajadores. Como tal no existen ministerios del Exterior en las entidades subnacionales, pero es común que tengan alguna persona con un cargo parecido al de un ministro del Exterior que se encargue de las relaciones con los distintos niveles de gobierno (ya sea con el gobierno nacional, con los de las otras entidades subnacionales de su mismo nivel o, incluso, inferiores).
Como ya se mencionó anteriormente, en algunos países (Argentina, Costa Rica y Haití) también se encargan de las relaciones con las organizaciones religiosas. Mientras que en otros también están en su competencia el comercio internacional, como en otra sección del artículo se explora.
En Latinoamérica es usual que al ministro del Exterior se le llame —oficial o comúnmente— «canciller», que no debe confundirse con otros usos de la palabra donde que es el jefe de Gobierno (como Alemania o Austria).
| País                 | Nombre oficial                                                       |
| -------------------- | -------------------------------------------------------------------- |
| Alemania             | Ministerio Federal de Asuntos Exteriores                             |
| Argentina            | Ministerio de Relaciones Exteriores, Comercio Internacional y Culto  |
| Azerbaiyán           | Ministerio de Relaciones Exteriores                                  |
| Bolivia              | Ministerio de Relaciones Exteriores                                  |
| Canadá               | Ministerio de Relaciones Exteriores                                  |
| Chile                | Ministerio de Relaciones Exteriores                                  |
| China                | Ministerio de Relaciones Exteriores                                  |
| Colombia             | Ministerio de Relaciones Exteriores                                  |
| Costa Rica           | Ministerio de Relaciones Exteriores y Culto                          |
| Cuba                 | Ministerio de Relaciones Exteriores                                  |
| Dinamarca            | Ministerio de Relaciones Exteriores                                  |
| Ecuador              | Ministerio de Relaciones Exteriores y Movilidad                      |
| Haití                | Ministerio de Relaciones Exteriores y Culto                          |
| El Salvador          | Ministerio de Relaciones Exteriores                                  |
| España               | Ministerio de Asuntos Exteriores, Unión Europea y Cooperación        |
| Estados Unidos       | Departamento de Estado                                               |
| Francia              | Ministerio de Asuntos Exteriores                                     |
| Grecia               | Ministerio de Relaciones Exteriores                                  |
| Guatemala            | Ministerio de Relaciones Exteriores                                  |
| Honduras             | Secretaría de Relaciones Exteriores                                  |
| Israel               | Ministerio de Relaciones Exteriores                                  |
| Japón                | Ministerio de Relaciones Exteriores                                  |
| Marruecos            | Ministerio de Asuntos Exteriores                                     |
| México               | Secretaría de Relaciones Exteriores                                  |
| Países Bajos         | Ministerio de Asuntos Exteriores                                     |
| Portugal             | Ministerio de Relaciones Exteriores                                  |
| Reino Unido          | Ministerio de Relaciones Exteriores y de la Mancomunidad de Naciones |
| República Dominicana | Ministerio de Relaciones Exteriores                                  |
| Rusia                | Ministerio de Relaciones Exteriores                                  |
| Ucrania              | Ministerio de Asuntos Exteriores                                     |
| Ucrania              | Ministerio de Integración Europea y Euroatlántica                    |
| Uruguay              | Ministerio de Relaciones Exteriores                                  |
| Venezuela            | Ministerio del Poder Popular para Relaciones Exteriores              |

## Ministerios de Finanzas

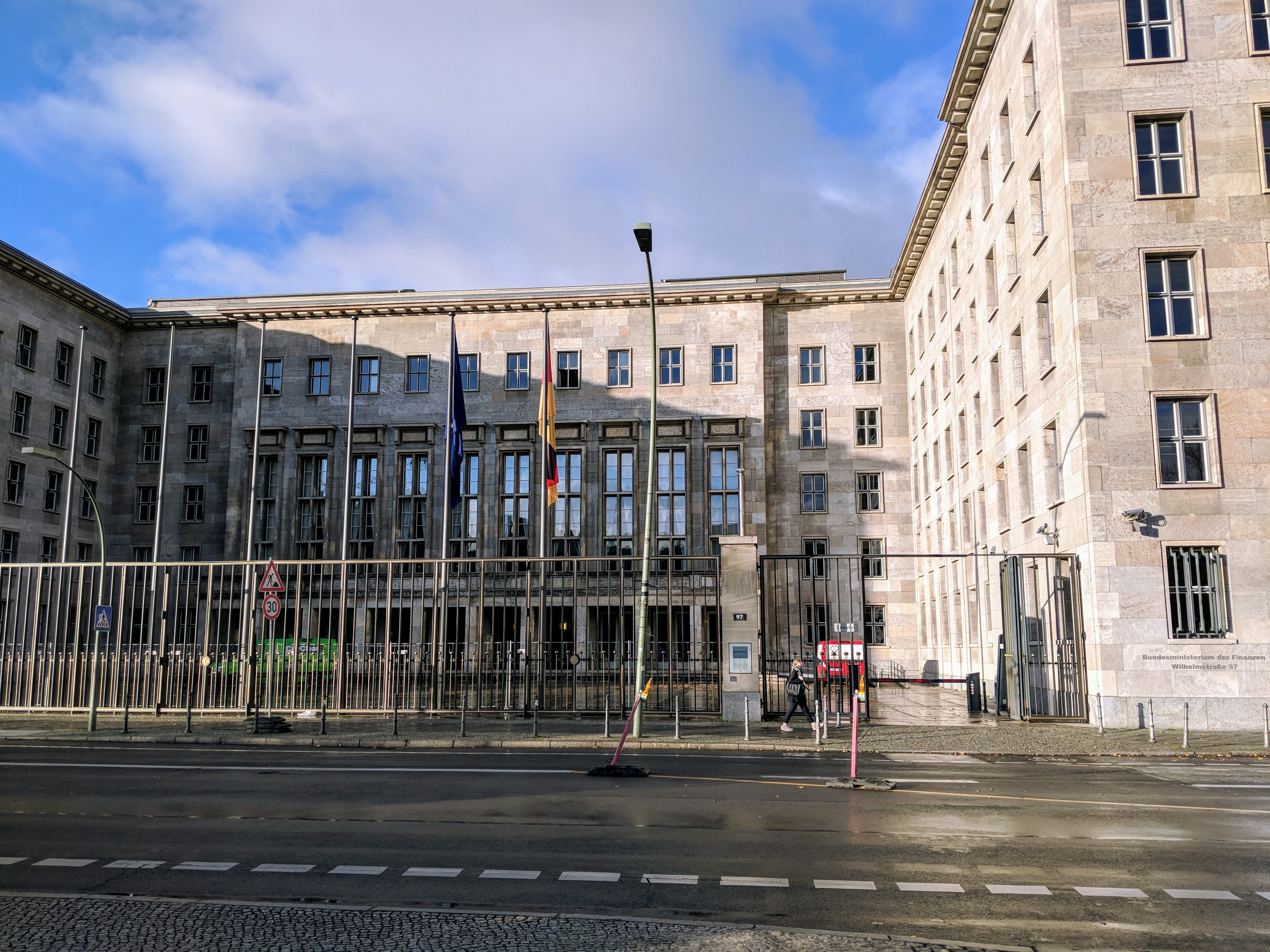
Sede del Ministerio Federal de Finanzas de Alemania

Un ministerio de Finanzas, ministerio de Hacienda o alternativamente ministerio de Economía es el principal órgano de un Estado encargado de dirigir directamente la política económica. Tiene múltiples tareas como dirigir las finanzas públicas, influir positivamente en el bienestar económico general, aumentar los indicadores macroeconómicos (como el producto interno bruto) y administrar el gasto público, así como recaudar impuestos a través de la hacienda pública.
Cabe destacar que no se encarga —por lo menos no esencialmente— de los incentivos y fomentos de las actividades productivas, es decir, no tiene una implicación directa de apoyar a los sectores económicos (tradicionalmente primario, secundario y terciario), como sí es la intención de otros ministerios, por lo que no tiene las mismas funciones de las que fomenten actividades en concreto.
Por lo que es importante distinguirlo en ministerios que se encargan de las actividades primarias, industria, comercio, turismo, etc. No obstante, hay dos casos únicos: España y Rusia (Ministerio de Hacienda y Función Pública y el Asuntos Económicos y Transformación Digital; Ministerio de Finanzas y el Ministerio de Desarrollo Económico, respectivamente).
Es común que los ministerios de Finanzas dirijan el banco central, la máxima autoridad del país en política monetaria (tales como la emisión de dinero y agregado monetario); sin embargo, sin perder su estrecha relación debido a sus competencias, en algunos casos gozan de cierta autonomía total o parcialmente.
Asimismo, el ministro de Finanzas es el cargo más importante de un país o entidad subnacional en materia economía. Reino Unido es un caso único, ya que de jure ese cargo lo tendría el primer ministro británico al desempeñarse como el primer lord del Tesoro, pero en la práctica dichas funciones son corresponden lord canciller con funciones de ministro de Finanzas como «segundo lord del Tesoro». En algunos estados el poder legislativo puede tener cierta injerencia relativas al nombramiento del ministro de Finanzas.
| País                 | Nombre oficial                                                                                     |
| -------------------- | -------------------------------------------------------------------------------------------------- |
| Alemania             | Ministerio Federal de Finanzas                                                                     |
| Argentina            | Ministerio de Economía                                                                             |
| Bolivia              | Ministerio de Economía y Finanzas Públicas                                                         |
| Canadá               | Ministerio de Finanzas                                                                             |
| Canadá               | Ministerio de Ingresos Nacionales                                                                  |
| Canadá               | Ministerio responsable de la Agencia de Desarrollo Económico del Pacífico de Canadá                |
| Canadá               | Ministerio responsable de la Agencia Federal de Desarrollo Económico para el Norte de Ontario      |
| Canadá               | Ministerio responsable de la Agencia Federal de Desarrollo Económico para el Sur de Ontario        |
| Canadá               | Ministerio responsable del Desarrollo Económico de las Praderas de Canadá                          |
| Canadá               | Ministerio responsable de la Agencia Canadiense de Desarrollo Económico del Norte                  |
| Canadá               | Ministerio Asociado de Finanzas                                                                    |
| Canadá               | Ministerio de Desarrollo Económico Rural                                                           |
| Canadá               | Ministerio de Servicios Públicos y Contrataciones                                                  |
| Canadá               | Ministerio responsable de la Agencia de Desarrollo Económico de Canadá para las Regiones de Quebec |
| Colombia             | Ministerio de Hacienda y Crédito Público                                                           |
| Chile                | Ministerio de Hacienda                                                                             |
| China                | Ministerio de Finanzas                                                                             |
| Cuba                 | Ministerio de Economía y Planificación                                                             |
| Cuba                 | Ministerio de Finanzas y Precios                                                                   |
| Dinamarca            | Ministerio de Hacienda                                                                             |
| Dinamarca            | Ministerio de Economía                                                                             |
| Dinamarca            | Ministerio de Impuestos                                                                            |
| Ecuador              | Ministerio de Economía y Finanzas                                                                  |
| España               | Ministerio de Hacienda                                                                             |
| España               | Ministerio de Economía, Comercio y Empresa                                                         |
| Estados Unidos       | Departamento del Tesoro                                                                            |
| Francia              | Ministerio de Economía, Finanzas e Industria                                                       |
| Guatemala            | Ministerio de Finanzas Públicas                                                                    |
| India                | Ministerio de Finanzas                                                                             |
| Israel               | Ministerio de Finanzas                                                                             |
| Japón                | Ministerio de Finanzas                                                                             |
| México               | Secretaría de Hacienda y Crédito Público                                                           |
| Países Bajos         | Ministerio de Hacienda                                                                             |
| Países Bajos         | Ministerio de Asuntos Económicos                                                                   |
| Paraguay             | Ministerio de Hacienda                                                                             |
| Perú                 | Ministerio de Economía y Finanzas                                                                  |
| Polonia              | Ministerio de Finanzas                                                                             |
| Reino Unido          | La Tesorería de Su Majestad                                                                        |
| República Dominicana | Ministerio de Hacienda                                                                             |
| República Dominicana | Ministerio de Economía, Planificación y Desarrollo                                                 |
| Rusia                | Ministerio de Finanzas                                                                             |
| Rusia                | Ministerio de Desarrollo Económico                                                                 |
| Ucrania              | Ministerio de Finanzas                                                                             |
| Uruguay              | Ministerio de Economía y Finanzas                                                                  |
| Venezuela            | Ministerio del Poder Popular de Economía y Finanzas                                                |

## Ministerios de Defensa

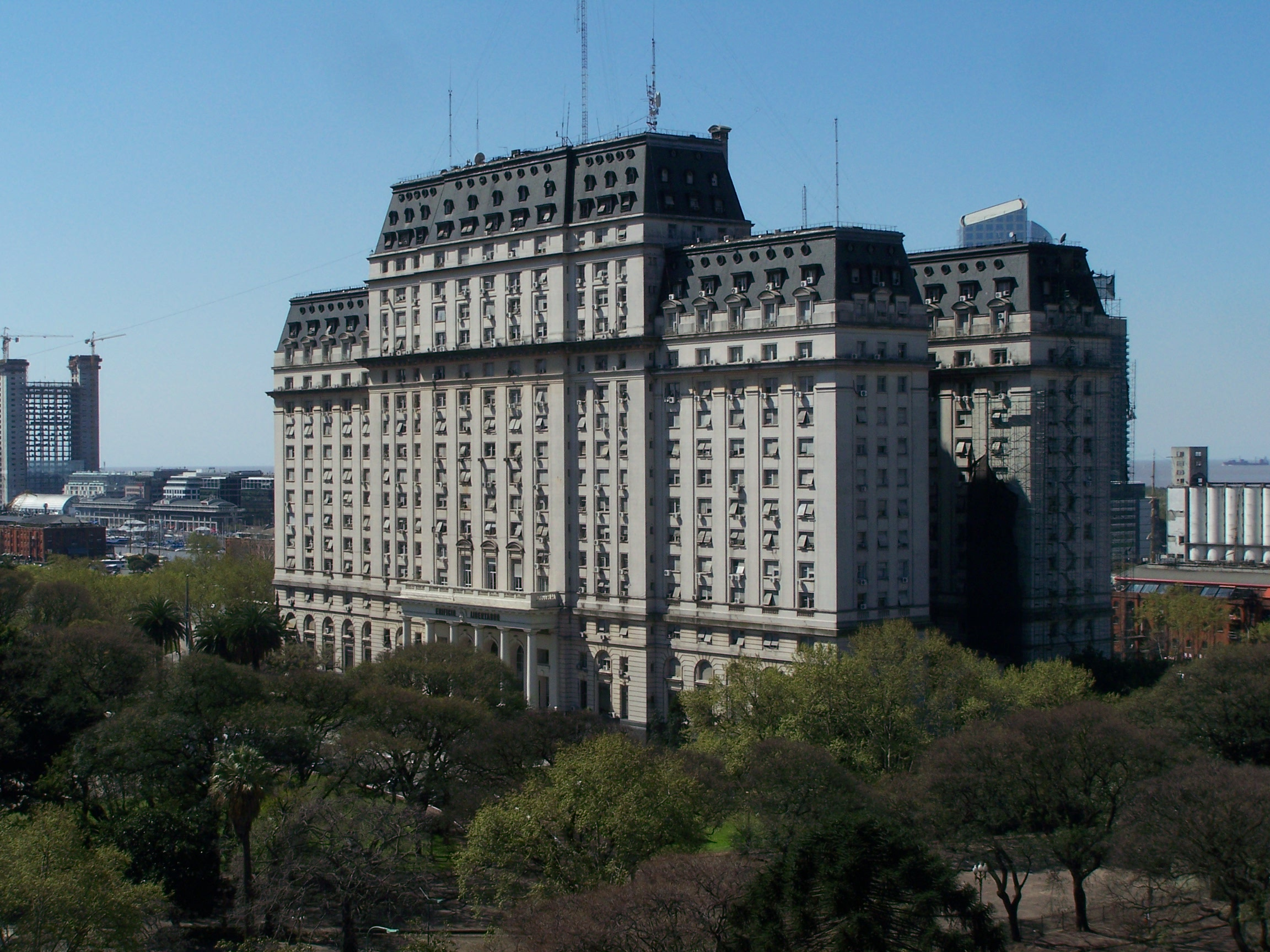
Edificio Libertador, sede del Ministerio de Defensa Nacional de Argentina.

Un ministerio de Defensa o ministerio de Guerra es el encargado de la defensa nacional a través de la administración que ejerce de sus fuerzas armadas (ya sean fuerzas terrestres, fuerzas marinas, fuerzas aéreas o cualquier otra rama de tipo auxiliar). En algunos países existen más de un ministerio de Defensa en los que cada uno administre una fuerza armada diferente.
Ocasionalmente se encargan de la seguridad ciudadana, pero por ser un asunto civil es más común que sea una facultad del ministerio del Interior o que sea un ministerio propio, como se explora en otra sección del artículo.
Los ministros de Defensa son la figura militar más importante de un país. Es común que para ser ministro de Guerra la persona deba tener el máximo rango militar del escalafón militar respectivo; por lo contrario, en otros países la figura del ministro de Guerra es un civil.
Asimismo, un ministro de Defensa es comandante de las fuerzas armadas que tenga a cargo del ministerio. Generalmente el jefe de Estado de un país tiene la distinción de «comandante en jefe» y la ejerce a través de su ministro de Defensa; no obstante, en los países cuyo jefe de Estado no es el mismo que el jefe de Gobierno (generalmente, república parlamentaria o monarquía parlamentaria), aquella distinción es puramente honorífica, pues en cualquiera de los dos casos reciben órdenes directas del titular poder ejecutivo del país —aunque en algunos países el poder legislativo sirve para aprobar las declaraciones de guerra—. México tiene dos entidades militares, por cuestiones históricas de inestabilidad. Alemania es un caso único, ya que el ministro federal de Defensa el comandante en jefe en tiempos de paz, pero después si en tiempos de guerra la distinción pasaría al canciller.
A diferencia de otros ministerios, el ministerio de Defensa no existe en las entidades subnacionales, pues no poseen fuerzas armadas. Aunque sí es posible que una entidad subnacional tenga a su encargo fuerzas de seguridad, que son administradas a través del ministerio del Interior o de Seguridad, según sea el caso.
| País                 | Nombre oficial                                    |
| -------------------- | ------------------------------------------------- |
| Afganistán           | Ministerio de Defensa Nacional                    |
| Alemania             | Ministerio Federal de Defensa                     |
| Argentina            | Ministerio de Defensa                             |
| Arabia Saudita       | Ministerio de Defensa                             |
| Azerbaiyán           | Ministerio de Defensa                             |
| Bolivia              | Ministerio de Defensa                             |
| Bélgica              | Ministerio de Defensa                             |
| Canadá               | Departamento de Defensa Nacional                  |
| Chile                | Ministerio de Defensa Nacional                    |
| China                | Ministerio de Defensa Nacional                    |
| Colombia             | Ministerio de Defensa Nacional                    |
| Corea del Norte      | Ministerio de las Fuerzas Armadas del Pueblo      |
| Corea del Sur        | Ministerio de Defensa Nacional                    |
| Cuba                 | Ministerio de las Fuerzas Armadas Revolucionarias |
| Dinamarca            | Ministerio de Defensa                             |
| Ecuador              | Ministerio de Defensa Nacional                    |
| España               | Ministerio de Defensa                             |
| Estados Unidos       | Departamento de Defensa                           |
| Filipinas            | Departamento de Defensa Nacional                  |
| Francia              | Ministerio de las Fuerzas Armadas                 |
| Reino Unido          | Ministerio de Defensa                             |
| Guatemala            | Ministerio de la Defensa Nacional                 |
| Honduras             | Secretaría de Defensa Nacional                    |
| India                | Ministerio de Defensa                             |
| Japón                | Ministerio de Defensa                             |
| México               | Secretaría de la Defensa Nacional                 |
| México               | Secretaría de Marina                              |
| Países Bajos         | Ministerio de Defensa                             |
| Paraguay             | Ministerio de la Defensa Nacional                 |
| Perú                 | Ministerio de Defensa                             |
| República Dominicana | Ministerio de Defensa                             |
| Siria                | Ministerio de Defensa                             |
| Tailandia            | Ministerio de Defensa                             |
| Rusia                | Ministerio de Defensa                             |
| Uruguay              | Ministerio de Defensa Nacional                    |
| Ucrania              | Ministerio de Defensa                             |
| Venezuela            | Ministerio del Poder Popular para la Defensa      |

## Ministerios de Seguridad

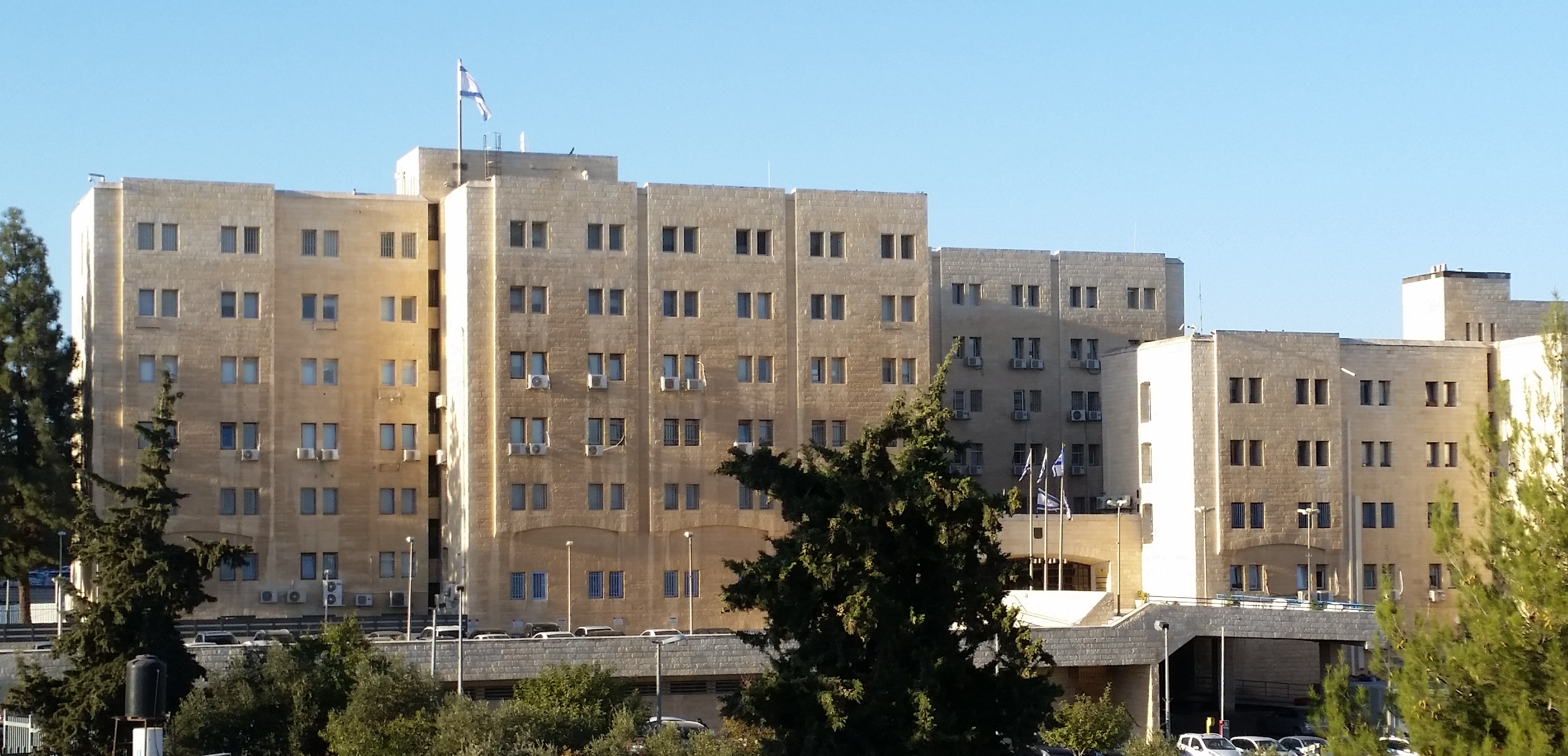
Edificio del Ministerio de Seguridad Pública de Israel

Un ministerio de Seguridad o ministerio de Seguridad Pública es el ministerio encargado de la seguridad ciudadana (y por consiguiente, de protección civil) a través de sus distintos organismos, de la cual destaca más la policía. Puede tener entre sus atribuciones la dirección de servicios de emergencia como bomberos, pero ocasionalmente le corresponde más a las entidades subnacionales, especialmente las que son más cercanas a las localidades.
Como ya se había mencionado anteriormente, los ministerios de Seguridad generalmente son los encargados en materia de seguridad ciudadana a través de las organizaciones de los países en el mundo, por lo que su existencia no es tan común como sí lo podría ser el ministerio del Interior.
En algunos casos el ministro de Seguridad es el director de la policía nacional o tiene por lo menos de encarga de su inspección siendo un subordinado suyo. El ministerio de Seguridad suele colaborar regularmente con el ministerio de Defensa.
| País                 | Nombre oficial                                                                                     |
| -------------------- | -------------------------------------------------------------------------------------------------- |
| Argentina            | Ministerio de Seguridad                                                                            |
| Chile                | Ministerio de Seguridad Pública                                                                    |
| China                | Ministerio de Seguridad Pública                                                                    |
| Costa Rica           | Ministerio de Seguridad Pública                                                                    |
| Corea del Norte      | Ministerio de Seguridad Popular                                                                    |
| El Salvador          | Ministerio de Justicia y Seguridad Pública                                                         |
| Panamá               | Ministerio de Seguridad Pública                                                                    |
| Países Bajos         | Ministerio de Justicia y Seguridad                                                                 |
| Polonia              | Ministerio de Seguridad Pública                                                                    |
| Israel               | Ministerio de Seguridad Pública                                                                    |
| México               | Secretaría de Seguridad y Protección Ciudadana                                                     |
| República Dominicana | Ministerio del Interior y Policía                                                                  |
| Rusia                | Ministerio de Defensa Civil, Emergencias y Eliminación de las Consecuencias de Desastres Naturales |
| Vietnam              | Ministerio de Seguridad Pública                                                                    |

## Ministerios de Justicia

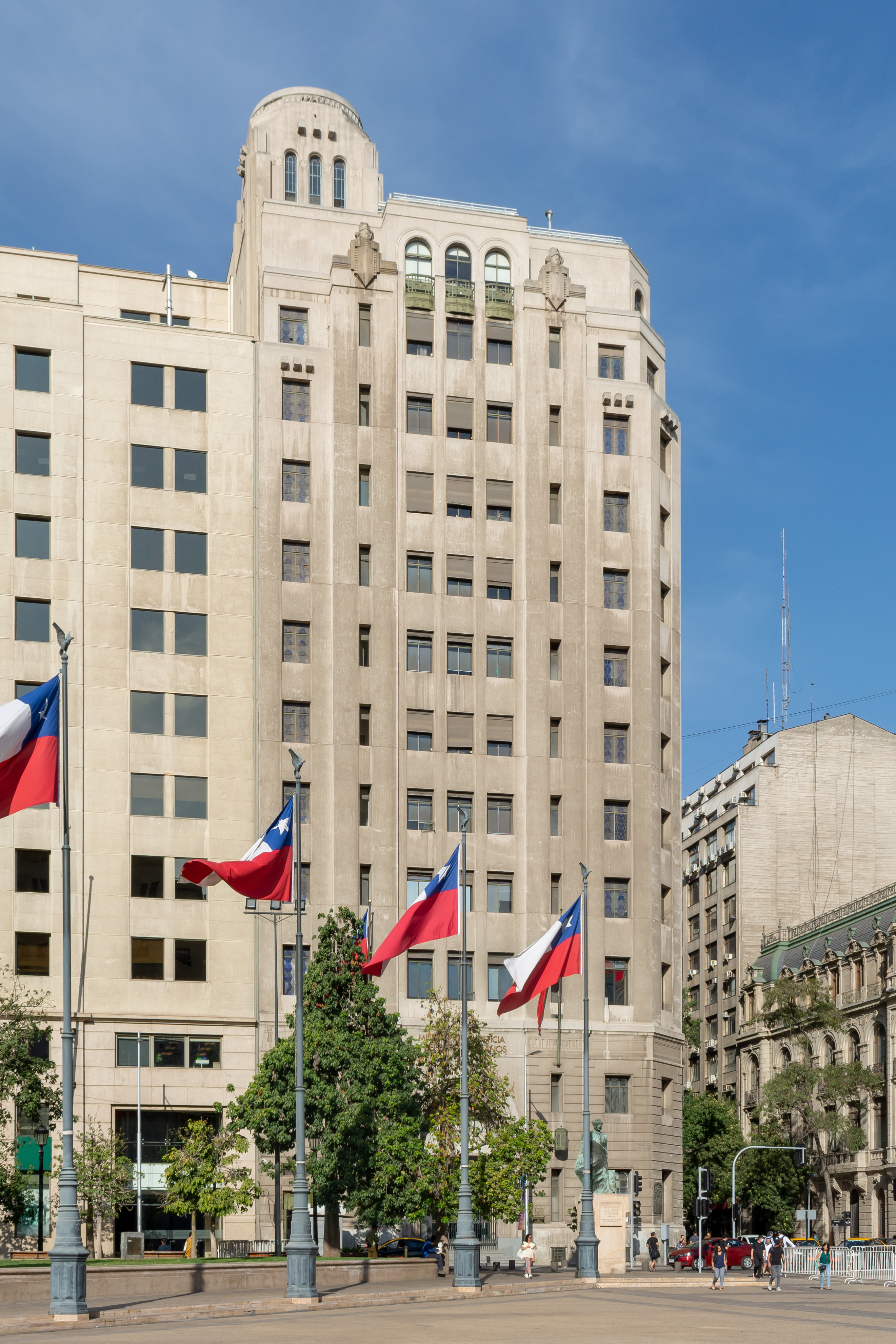
Edificio del Ministerio de Justicia y Derechos Humanos de Chile

Un ministerio de Justicia es aquel que encabeza el sector referente a la justicia y el derecho, además es el que lidera el desarrollo de políticas públicas en materia de justicia y amparo efectivo de los derechos, en el marco de un Estado social y democrático de derecho. Asimismo, es el encargado de ejercer como enlace entre el Gobierno (poder ejecutivo) y la Corte Suprema (poder judicial).
| País                 | Nombre oficial                                                          |
| -------------------- | ----------------------------------------------------------------------- |
| Alemania             | Ministerio Federal de Justicia                                          |
| Argentina            | Ministerio de Justicia                                                  |
| Argelia              | Ministerio de Justicia                                                  |
| Bélgica              | Ministerio de Justicia y Mar del Norte                                  |
| Bolivia              | Ministerio de Justicia y Transparencia Institucional                    |
| Brasil               | Ministerio de Justicia y Ciudadanía                                     |
| Canadá               | Ministerio de Justicia y Fiscal General                                 |
| Chile                | Ministerio de Justicia y Derechos Humanos                               |
| Colombia             | Ministerio de Justicia y del Derecho                                    |
| Costa Rica           | Ministerio de Justicia y Paz                                            |
| Corea del Sur        | Ministerio de Justicia                                                  |
| Cuba                 | Ministerio de Justicia                                                  |
| Dinamarca            | Ministerio de Justicia                                                  |
| Dinamarca            | Ministerio de Inmigración e Integración                                 |
| España               | Ministerio de Justicia                                                  |
| Estados Unidos       | Departamento de Justicia                                                |
| Finlandia            | Ministerio de Justicia                                                  |
| Francia              | Ministerio de Justicia                                                  |
| Honduras             | Secretaría de Gobernación, Justicia y Descentralización                 |
| Italia               | Ministerio de Justicia                                                  |
| México               | Consejería jurídica del Ejecutivo federal                               |
| Noruega              | Ministerio de Justicia y Seguridad Pública                              |
| Países Bajos         | Ministerio de Justicia y Seguridad                                      |
| Perú                 | Ministerio de Justicia y Derechos Humanos                               |
| Portugal             | Ministerio de Justicia                                                  |
| Reino Unido          | Ministerio de Justicia                                                  |
| República Dominicana | Procuraduría General de la República                                    |
| Suecia               | Ministerio de Justicia                                                  |
| Suecia               | Ministerio de Migraciones                                               |
| Ucrania              | Ministerio de Justicia                                                  |
| Venezuela            | Ministerio del Poder Popular para Relaciones Interiores, Justicia y Paz |

## Ministerios de Administración, Contraloría y Función Pública
| País                 | Nombre oficial                                                                                    |
| -------------------- | ------------------------------------------------------------------------------------------------- |
| Argentina            | Ministerio de Desregulación y Transformación del Estado                                           |
| Bélgica              | Ministerio para la Función Pública, Empresas Públicas, Telecomunicaciones y Correos (sin cartera) |
| España               | Ministerio para la Transformación Digital y de la Función Pública                                 |
| México               | Secretaría de Anticorrupción y Buen Gobierno                                                      |
| República Dominicana | Ministerio de Administración Pública                                                              |

## Ministerios de Salud
Un ministerio de Salud, ministerio de Salud Pública, ministerio de Salubridad o ministerio de Sanidad es aquel que dirige la salud pública de un país o entidad subnacional, generalmente a través de los sistemas de salud a su cargo, integrado por hospitales, instituciones de sanidad y organismos de investigación y prevención en la materia.
Entre sus principales funciones se encuentra la asistencia sanitaria (ya sea de asistencia sanitaria universal o asociados con la asistencia sanitaria privada), la promoción de la salud y la investigación médica. En algunos casos, también se encarga de la asistencia social.
| País                 | Nombre oficial                                  |
| -------------------- | ----------------------------------------------- |
| Alemania             | Ministerio Federal de Salud                     |
| Argentina            | Ministerio de Salud                             |
| Bélgica              | Ministerio de Asuntos Sociales y Salud Pública  |
| Bolivia              | Ministerio de Salud y Deportes                  |
| Brasil               | Ministerio de Salud                             |
| Canadá               | Ministerio de Asuntos de Veteranos              |
| Canadá               | Ministerio de Salud Mental y Adicciones         |
| Canadá               | Ministerio Asociado de Salud                    |
| Canadá               | Ministerio de Salud                             |
| Canadá               | Ministerio de Servicios Indígenas               |
| Chile                | Ministerio de Salud                             |
| Colombia             | Ministerio de Salud y Protección Social         |
| Costa Rica           | Ministerio de Salud Pública                     |
| Cuba                 | Ministerio de Salud Pública                     |
| Dinamarca            | Ministerio de Salud                             |
| Dinamarca            | Ministerio de los Ancianos                      |
| Ecuador              | Ministerio de Salud Pública                     |
| España               | Ministerio de Sanidad                           |
| Estados Unidos       | Departamento de Salud y Servicios Humanos       |
| El Salvador          | Ministerio de Salud                             |
| Guatemala            | Ministerio de Salud Pública y Asistencia Social |
| Honduras             | Secretaría de Salud                             |
| Israel               | Ministerio de Salud                             |
| Nicaragua            | Ministerio de Salud                             |
| México               | Secretaría de Salud                             |
| Países Bajos         | Ministerio de Salud, Bienestar y Deportes       |
| Panamá               | Ministerio de Salud                             |
| Perú                 | Ministerio de Salud                             |
| Paraguay             | Ministerio de Salud Pública y Bienestar Social  |
| Reino Unido          | Departamento de Salud y Asistencia Social       |
| República Dominicana | Ministerio de Salud Pública y Asistencia Social |
| Ucrania              | Ministerio de Salud                             |
| Venezuela            | Ministerio del Poder Popular para la Salud      |

## Ministerios de Trabajo
Un ministerio de Trabajo o ministerio de Empleo es aquel que tiene por misión y objetivo principal crear empleos de calidad, mejorar los salarios, fortalecer la inclusión laboral, asegurar los derechos de los trabajadores y, en general, favorecer una armonización del trabajo con el descanso y la vida familiar.
| País                 | Nombre oficial                                                                       |
| -------------------- | ------------------------------------------------------------------------------------ |
| Alemania             | Ministerio Federal de Trabajo y Asuntos Sociales                                     |
| Argentina            | Secretaría de Trabajo, Empleo y Seguridad Social                                     |
| Bélgica              | Ministerio de Economía y Trabajo                                                     |
| Bolivia              | Ministerio de Trabajo Empleo y Previsión Social                                      |
| Brasil               | Ministerio de Trabajo                                                                |
| Canadá               | Ministerio de Trabajo                                                                |
| Canadá               | Ministerio de Empleo, Desarrollo de la Fuerza Laboral e Inclusión de la Discapacidad |
| Chile                | Ministerio del Trabajo y Previsión Social                                            |
| Colombia             | Ministerio del Trabajo                                                               |
| Costa Rica           | Ministerio de Trabajo y Seguridad Social                                             |
| Cuba                 | Ministerio de Trabajo y Seguridad Social                                             |
| Dinamarca            | Ministerio del Trabajo                                                               |
| Ecuador              | Ministerio del Trabajo                                                               |
| España               | Ministerio de Trabajo y Economía Social                                              |
| España               | Ministerio de Inclusión, Seguridad Social y Migraciones                              |
| Estados Unidos       | Departamento de Trabajo                                                              |
| Finlandia            | Ministerio del Trabajo                                                               |
| Francia              | Ministerio de Trabajo, Pleno Empleo e Integración                                    |
| Guatemala            | Ministerio de Trabajo y Previsión Social                                             |
| Honduras             | Secretaría de Trabajo y Seguridad Social                                             |
| Italia               | Ministerio de Trabajo y Políticas Sociales                                           |
| Israel               | Ministro de Trabajo                                                                  |
| México               | Secretaría del Trabajo y Previsión Social                                            |
| Noruega              | Ministerio del Trabajo e Inclusión Social                                            |
| Países Bajos         | Ministerio de Asuntos Sociales y Empleo                                              |
| Panamá               | Ministerio de Trabajo y Desarrollo Laboral                                           |
| Perú                 | Ministerio de Trabajo y Promoción del Empleo                                         |
| Portugal             | Ministerio de Trabajo, Solidaridad y Seguridad Social                                |
| Reino Unido          | Secretaría de Estado de Trabajo y Pensiones                                          |
| República Dominicana | Ministerio de Trabajo                                                                |
| Suecia               | Ministerio de Mercado Laboral e Integración                                          |
| Uruguay              | Ministerio de Trabajo y Seguridad Social                                             |
| Venezuela            | Ministerio del Poder Popular para el Proceso Social del Trabajo                      |

## Ministerios de Infraestructuras
Los Ministerios de Infraestructuras suelen encargarse de las Obras Públicas, las Telecomunicaciones y el Transporte; Aunque en algunos países son ministerios por separado o se dividen en subsecretarías. Colaboran frecuentemente con los ministerios de Desarrollo Territorial y de Vivienda.

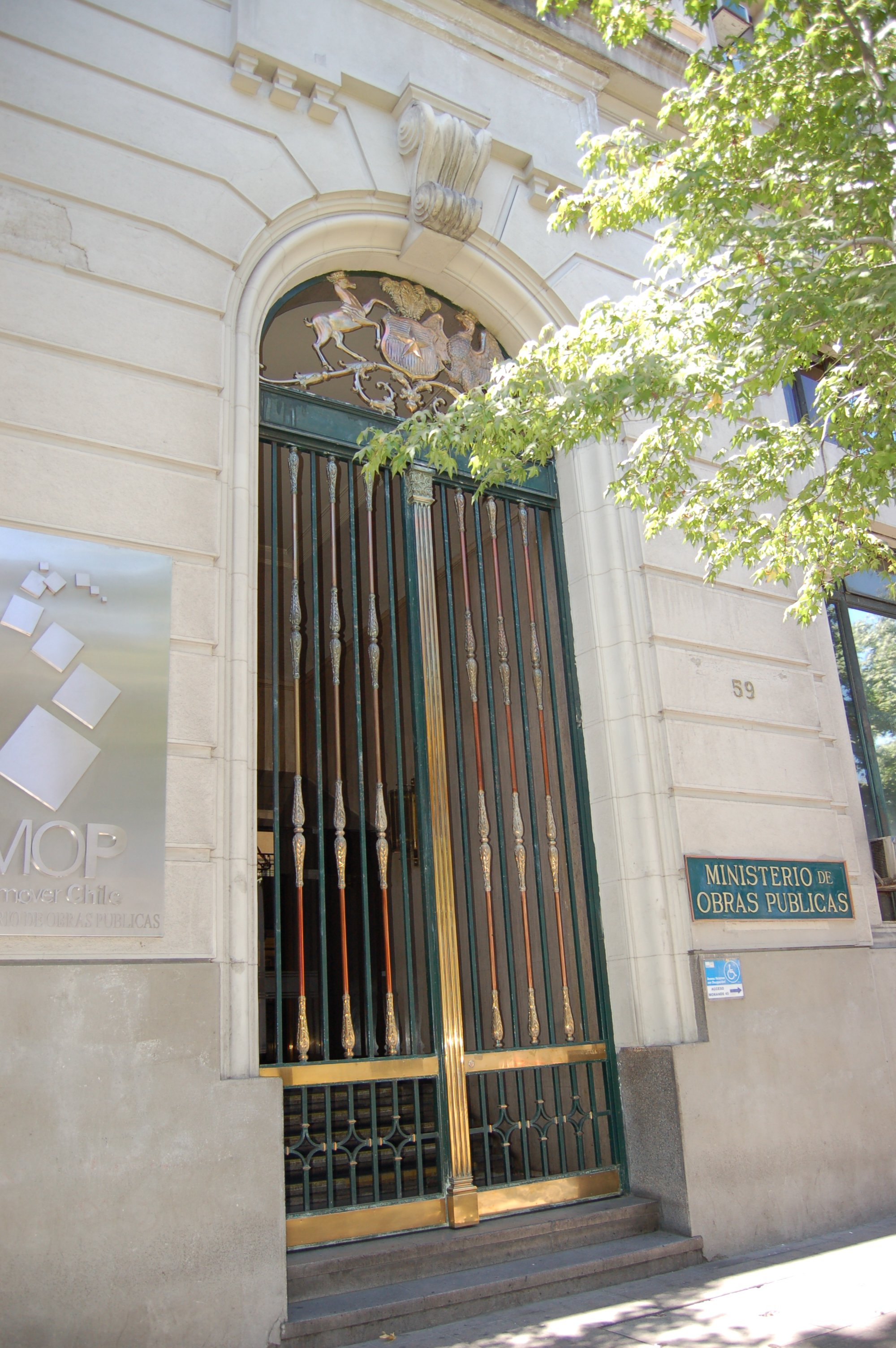
Fachada del Ministerio de Obras Públicas de Chile

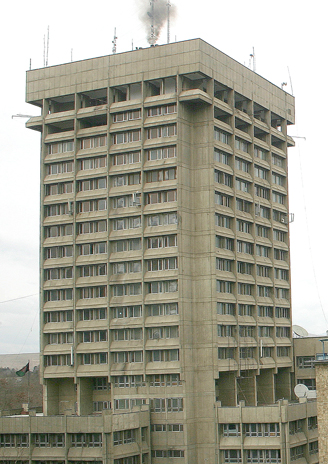
Ministerio de Comunicaciones en Kabul

Un ministerio de Obras Públicas es el ente que está a cargo de planear, estudiar, proyectar, construir, ampliar, reparar, conservar y explotar la infraestructura pública de carácter fiscal, que esté bajo su tuición, a lo largo un país. El Ministerio de Comunicaciones es independiente al de Obras Públicas y al de Transportes, en algunos países. En cambio, un ministerio de Transporte, de Transporte y Telecomunicaciones o ministerio de Movilidad es el ministerio que tiene como principales funciones proponer las políticas en materias de transportes y telecomunicaciones. Así como supervisar las empresas públicas y privadas que operen medios de transportes y comunicaciones en un país.
| País                   | Nombre oficial                                                  |
| ---------------------- | --------------------------------------------------------------- |
| Afganistán             | Ministerio de Comunicaciones y Tecnología de la Información     |
| Alemania               | Ministerio Federal de lo Digital y del Transporte               |
| Argelia                | Ministerio de Obras Públicas                                    |
| Argentina              | Ministerio de Infraestructura                                   |
| Bahamas                | Ministerio de Obras Públicas                                    |
| Bélgica                | Ministerio de Obras Públicas                                    |
| Bélgica                | Ministerio de Movilidad                                         |
| Bolivia                | Ministerio de Obras Públicas, Servicios y Vivienda              |
| Camboya                | Ministerio de Obras Públicas y Transporte                       |
| Canadá                 | Ministerio de Transporte                                        |
| Chile                  | Ministerio de Obras Públicas                                    |
| Chile                  | Ministerio de Transportes y Telecomunicaciones                  |
| Colombia               | Ministerio de Tecnologías de la Información y Comunicaciones    |
| Colombia               | Ministerio de Transporte                                        |
| Costa Rica             | Ministerio de Obras Públicas y Transportes                      |
| Cuba                   | Ministerio de Comunicaciones                                    |
| Cuba                   | Ministerio de la Construcción                                   |
| Cuba                   | Ministerio del Transporte                                       |
| Dinamarca              | Ministerio de Transporte                                        |
| Ecuador                | Ministerio de Transporte y Obras Públicas                       |
| España                 | Ministerio de Transportes y Movilidad Sostenible                |
| El Salvador            | Ministerio de Obras Públicas y Transporte                       |
| Emiratos Árabes Unidos | Ministerio de Obras Públicas                                    |
| Estados Unidos         | Departamento de Transporte de los Estados Unidos                |
| Finlandia              | Ministerio de Transportes y Comunicaciones                      |
| Guatemala              | Ministerio de Comunicaciones, Infraestructura y Vivienda        |
| Guinea                 | Ministerio de Obras Públicas                                    |
| Israel                 | Ministerio de Transporte                                        |
| Italia                 | Ministro de Infraestructura Sustentable y Movilidad             |
| Japón                  | Ministerio de Obras Públicas                                    |
| Líbano                 | Ministerio de Obras Públicas y Transporte                       |
| Lituania               | Ministerio de Transporte y Comunicaciones                       |
| México                 | Secretaría de Infraestructura, Comunicaciones y Transportes     |
| Namibia                | Ministerio de Obras Públicas y Transporte                       |
| Noruega                | Ministerio de Transporte                                        |
| Paraguay               | Ministerio de Obras Públicas y Comunicaciones                   |
| Perú                   | Ministerio de Transportes y Comunicaciones                      |
| Reino Unido            | Departamento de Transportes                                     |
| República Dominicana   | Ministerio de Obras Públicas y Comunicaciones                   |
| Uruguay                | Ministerio de Transporte y Obras Públicas                       |
| Venezuela              | Ministerio del Poder Popular para las Obras Públicas y Vivienda |
| Venezuela              | Ministerio del Poder Popular para Transporte                    |
| Yemen                  | Ministerio de Obras Públicas y Desarrollo Urbano                |
| Zimbabue               | Ministerio de Obras Públicas                                    |

## Ministerios de Desarrollo Territorial
Un ministerio de Desarrollo Territorial y de Vivienda, ministerio de Desarrollo Urbano y Vivienda o ministerio de Urbanismo y Vivienda es la agencia gubernamental encargada de posibilitar el acceso a la vivienda y contribuir al desarrollo de barrios y ciudades equitativas, integradas y sustentables en un país o territorio en específico. Colabora frecuentemente con los ministerios de infraestructuras.
| País                 | Nombre oficial                                                        |
| -------------------- | --------------------------------------------------------------------- |
| Alemania             | Ministerio Federal de Vivienda, Desarrollo Urbanístico y Construcción |
| Argentina            | Secretaría de Desarrollo Territorial, Hábitat y Vivienda              |
| Bélgica              | Ministerio de Cooperación al Desarrollo y Política Urbana             |
| Bolivia              | Ministerio de Obras Públicas Servicios y Vivienda                     |
| Canadá               | Ministerio de Vivienda, Diversidad e Inclusión                        |
| Chile                | Ministerio de Vivienda y Urbanismo                                    |
| Colombia             | Ministerio de Vivienda, Ciudad y Territorio                           |
| Costa Rica           | Ministerio de Vivienda y Asentamientos Humanos                        |
| Ecuador              | Ministerio de Desarrollo Urbano y Vivienda                            |
| Dinamarca            | Ministerio de Vivienda                                                |
| España               | Ministerio de Vivienda y Agenda Urbana                                |
| El Salvador          | Ministerio de Vivienda                                                |
| Francia              | Ministerio para la Transición Ecológica y la Cohesión Territorial     |
| Guatemala            | Ministerio de Comunicaciones, Infraestructura y Vivienda de Guatemala |
| Honduras             | Secretaría de Infraestructura y Servicios Públicos                    |
| Italia               | Ministerio de Infraestructura Sustentable y Movilidad                 |
| México               | Secretaría de Desarrollo Agrario, Territorial y Urbano                |
| Países Bajos         | Ministerio de Vivienda y Ordenación del Territorio                    |
| Panamá               | Ministerio de Vivienda y Ordenamiento Territorial                     |
| Perú                 | Ministerio de Vivienda, Construcción y Saneamiento                    |
| Reino Unido          | Secretaría de Estado de Nivelación, Vivienda y Comunidades            |
| República Dominicana | Ministerio de Vivienda y Edificaciones                                |
| Portugal             | Ministerio de Planeamiento                                            |
| Suecia               | Ministerio de Infraestructura y Vivienda                              |
| Uruguay              | Ministerio de Vivienda y Ordenamiento Territorial                     |
| Venezuela            | Ministerio del Poder Popular para Vivienda y Hábitat                  |

## Ministerios de sector primario
Un ministerio del sector primario es el destinado a formular políticas para el desarrollo del sector agropecuario, pesquero y rural. Asimismo, su función es orientar y dirigir la formulación de los planes, programas y proyectos que requieren  las áreas antes mencionadas y en general las rurales de un país.
| País                 | Nombre oficial                                                                                         |
| -------------------- | --- |
| Alemania             | Ministerio Federal de Alimentación y Agricultura                                                       |
| Argentina            | Secretaría de Bioeconomía                                                                              |
| Bélgica              | Ministerio de Clases Medias, Autónomos, Agricultura, Reformas Institucionales y Renovación Democrática |
| Bolivia              | Ministerio de Desarrollo Rural y Tierras                                                               |
| Brasil               | Ministerio de Agricultura, Ganadería y Abastecimiento                                                  |
| Canadá               | Ministerio de Pesca, Océanos y la Guardia Costera de Canadá                                            |
| Canadá               | Ministerio de Agricultura y Agroalimentación                                                           |
| Chile                | Ministerio de Agricultura                                                                              |
| Colombia             | Ministerio de Agricultura y Desarrollo Rural                                                           |
| Costa Rica           | Ministerio de Agricultura y Ganadería                                                                  |
| Dinamarca            | Ministerio de Alimentación, Agricultura y Pesca                                                        |
| Ecuador              | Ministerio de Agricultura y Ganadería                                                                  |
| España               | Ministerio de Agricultura, Pesca y Alimentación                                                        |
| Finlandia            | Ministerio de Agricultura y Silvicultura                                                               |
| Francia              | Ministerio de Agricultura y Soberanía Alimentaria                                                      |
| Honduras             | Secretaría de Agricultura y Ganadería                                                                  |
| Italia               | Ministro de Agricultura y Soberanía Alimentaria                                                        |
| México               | Secretaría de Agricultura y Desarrollo Rural                                                           |
| Noruega              | Ministerio de Agricultura y Alimentación                                                               |
| Países Bajos         | Ministerio de Agricultura, Naturaleza y Calidad Alimentaria                                            |
| Panamá               | Ministerio de Desarrollo Agropecuario                                                                  |
| Perú                 | Ministerio de Desarrollo Agrario y Riego                                                               |
| Portugal             | Ministerio de Agricultura y Alimantación                                                               |
| Reino Unido          | Secretaría de Estado de Medio Ambiente, Alimentación y Asuntos Rurales                                 |
| República Dominicana | Ministerio de Agricultura                                                                              |
| Suecia               | Ministerio de Asuntos Rurales                                                                          |
| Ucrania              | Ministerio de Comida y Política Agrarias                                                               |
| Uruguay              | Ministerio de Ganadería, Agricultura y Pesca                                                           |
| Venezuela            | Ministerio del Poder Popular para la Agricultura Productiva y las Tierras                              |

## Ministerios de Energía
| País                 | Nombre oficial                                                               |
| -------------------- | ---------------------------------------------------------------------------- |
| Alemania             | Ministerio Federal de Economía y Energía                                     |
| Argentina            | Secretaría de Energía                                                        |
| Bélgica              | Ministerio de Energía                                                        |
| Bolivia              | Ministerio de Hidrocarburos y Energías                                       |
| Brasil               | Ministerio de Minas y Energía                                                |
| Chile                | Ministerio de Energía                                                        |
| Colombia             | Ministerio de Minas y Energía                                                |
| Costa Rica           | Ministerio de Ambiente, Energía y Telecomunicaciones                         |
| Cuba                 | Ministerio de Energía y Minas                                                |
| Dinamarca            | Ministerio del Clima, Energía y Abastecimiento                               |
| Ecuador              | Ministerio de Electricidad y Energía Renovable                               |
| España               | Ministerio para la Transición Ecológica y Reto Demográfico                   |
| Estados Unidos       | Departamento de Energía                                                      |
| Finlandia            | Ministerio del Medio Ambiente y Cambio Climático                             |
| Francia              | Ministerio de Transición Energética                                          |
| Guatemala            | Ministerio de Energía y Minas                                                |
| Grecia               | Ministerio de Medio Ambiente y Energía                                       |
| Honduras             | Secretaría de Energía                                                        |
| Italia               | Ministerio de Medio Ambiente y Seguridad Energética                          |
| Israel               | Ministerio de Energía y Recursos Hídricos                                    |
| Luxemburgo           | Ministerio de Planificación Territorial y Energía                            |
| México               | Secretaría de Energía                                                        |
| Noruega              | Ministerio de Petróleo y Energía                                             |
| Países Bajos         | Ministerio de Energía y Clima                                                |
| Perú                 | Ministerio de Energía y Minas                                                |
| Polonia              | Ministerio de Energía, Clima y Bienes del Estado                             |
| Portugal             | Ministerio de Ambiente y Acción Climática                                    |
| Reino Unido          | Departamento de Negocios, Energía y Estrategia Industrial                    |
| República Dominicana | Ministerio de Energía y Minas                                                |
| Suecia               | Ministerio de Energía y Negocios                                             |
| Suiza                | Departamento Federal del Medio Ambiente, Transportes, Energía y Comunicación |
| Ucrania              | Ministerio de Energía                                                        |
| Uruguay              | Ministerio de Industria, Energía y Minería                                   |
| Venezuela            | Ministerio del Poder Popular para la Energía Eléctrica                       |

## Ministerios de Minería
| País                 | Nombre oficial                                              |
| -------------------- | ----------------------------------------------------------- |
| Argentina            | Secretaría de Minería                                       |
| Bolivia              | Ministerio de Minería y Metalurgia                          |
| Brasil               | Ministerio de Minas y Energía                               |
| Colombia             | Ministerio de Minas y Energía                               |
| Chile                | Ministerio de Minería                                       |
| Cuba                 | Ministerio de Energía y Minas                               |
| Guatemala            | Ministerio de Energía y Minas                               |
| Perú                 | Ministerio de Energía y Minas                               |
| República Dominicana | Ministerio de Energía y Minas                               |
| Siria                | Ministerio de Recursos Petrolíferos y Minerales             |
| Uruguay              | Ministerio de Industria, Energía y Minería                  |
| Venezuela            | Ministerio del Poder Popular de Desarrollo Minero Ecológico |

## Ministerios de Industrias y Comercio
| País                 | Nombre oficial                                                   |
| -------------------- | ---------------------------------------------------------------- |
| Argentina            | Secretaría de Industria y Comercio                               |
| Brasil               | Ministerio de Desarrollo, Industria y Comercio Exterior          |
| Costa Rica           | Ministerio de Economía, Industria y Comercio                     |
| Colombia             | Ministerio de Comercio, Industria y Turismo                      |
| Cuba                 | Ministerio de Industrias                                         |
| Ecuador              | Ministerio de Industrias y Productividad                         |
| Francia              | Ministerio de Economía, Finanzas e Industria                     |
| Honduras             | Secretaría de Desarrollo Económico                               |
| Japón                | Ministerio de Economía, Comercio e Industria                     |
| México               | Secretaría de Economía                                           |
| Perú                 | Ministerio de la Producción                                      |
| República Dominicana | Ministerio de Industria y Comercio                               |
| Venezuela            | Ministerio del Poder Popular de Industrias y Producción Nacional |

## Ministerios de Educación

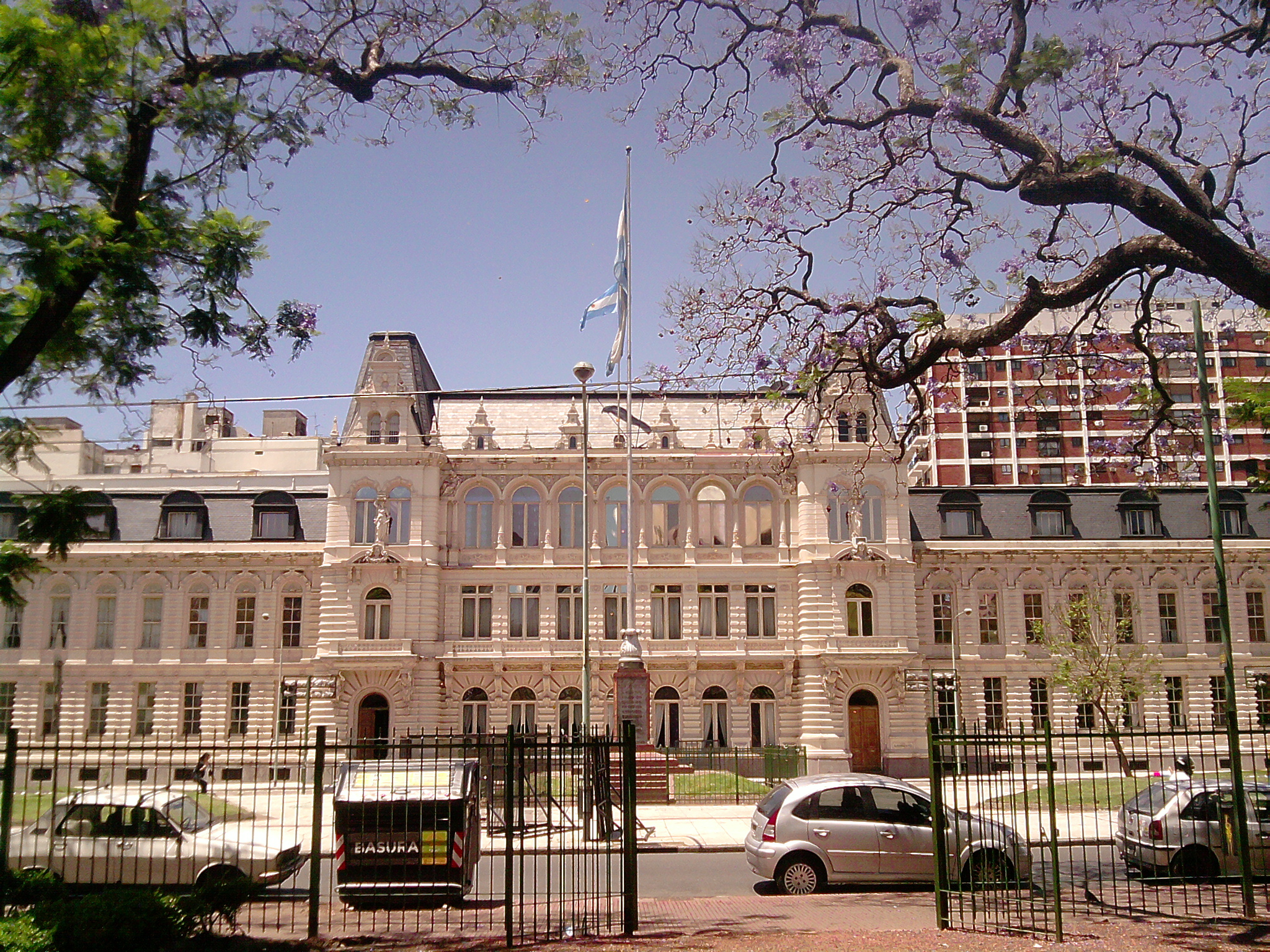
Palacio Sarmiento, Sede de la Secretaría de Educación de Argentina.

Un ministerio de Educación, Educación Pública o ministerio de Instrucción es el ministerio que tiene como mayor responsabilidad dirigir la educación formal de un país o entidad subnacional a través de la dirección que ejerce sobre el sistema educativo, según como sea. Estas agencias suelen abordar preocupaciones educativas como la calidad de las escuelas o la estandarización del plan de estudios.
El primer ministerio de Educación en la historia formalmente constituido fue la Comisión de Educación Nacional, fundada en 1773 en la República de las Dos Naciones. Según sea el sistema educativo de un país, puede que las entidades subnacionales tengan a su encargo sus propios sistemas educativos; generalmente también regulan la educación privada para que cumplan con ciertos estándares.
En Latinoamérica del siglo XIX los primeros antecedentes de los ministerios de Educación fue que a los ministerios de Justicia por su carácter «humano» se encargaran de la «instrucción pública» (la enseñanza que se da a los profesores para que posteriormente puedan enseñar, y antiguamente, esencialmente alfabetizar a la población) y no fue hasta el siglo XX cuando se crearon órganos únicamente dedicados a la Educación. En México desde la creación del Ministerio de Justicia, Negocios Eclesiásticos, Instrucción Pública e Industria en 1841 (contemplando a sus sucesores) fue un ministerio de Justicia encargado de la educación y no fue hasta 1905 cuando se realizó una escisión para crear la Secretaría de Instrucción Pública y Bellas Artes (hoy, Secretaría de Educación Pública). Otro caso similar es Argentina en 1854, cuando se creó el Ministerio de Justicia, Culto e Instrucción Pública como un ministerio de Justicia también encargado de la Educación, y no fue hasta 1949 cuando se dividió en dos para crear el Ministerio de Educación. Por último, en República Dominicana se creó en 1844 el Ministerio de Justicia e Instrucción Pública, y no fue hasta 1965 cuando se creó la Secretaría de Estado de Educación y Bellas Artes.
Es habitual que en algunos países existan dos ministerios de Educación: uno que se encarga de la educación básica (con cualquiera de sus denominaciones) y otro de la educación superior, y este último en algunas ocasiones también funge como un ministerio de Ciencia y Tecnología. Algunos ejemplos de dicha división son Cuba (Ministerio de Educación y Ministerio de Educación Superior), España (Ministerio de Educación, Formación Profesional y Deportes y Ministerio de Ciencia, Innovación y Universidades), República Dominicana (Ministerio de Educación y Ministerio de Educación Superior, Ciencia y Tecnología) y Rusia (Ministerio de Educación y Ministerio de Ciencia y Educación Superior); Polonia hasta 2021 también mantenía tal situación, pero se decretó la fusión del Ministerio de Educación Nacional y el Ministerio de Ciencia y Educación Superior para crear el Ministerio de Educación y Ciencia.
| País                 | Nombre oficial                                                   |
| -------------------- | ---------------------------------------------------------------- |
| Argelia              | Ministerio de Educación Nacional                                 |
| Alemania             | Ministerio Federal de Educación e Investigación                  |
| Argentina            | Secretaría de Educación                                          |
| Azerbaiyán           | Ministerio de Educación                                          |
| Bolivia              | Ministerio de Educación                                          |
| Brasil               | Ministerio de Educación                                          |
| Chile                | Ministerio de Educación                                          |
| Colombia             | Ministerio de Educación Nacional                                 |
| Costa Rica           | Ministerio de Educación Pública                                  |
| Cuba                 | Ministerio de Educación                                          |
| Cuba                 | Ministerio de Educación Superior                                 |
| Dinamarca            | Ministerio de Infancia y Educación                               |
| Dinamarca            | Ministerio de Educación Superior y Ciencias                      |
| Ecuador              | Ministerio de Educación                                          |
| El Salvador          | Ministerio de Educación                                          |
| España               | Ministerio de Educación, Formación Profesional y Deportes        |
| España               | Ministerio de Ciencia, Innovación y Universidades                |
| Estados Unidos       | Departamento de Educación                                        |
| Francia              | Ministerio de Educación Nacional                                 |
| Guatemala            | Ministerio de Educación                                          |
| Honduras             | Secretaría de Educación Pública                                  |
| India                | Ministerio de Educación                                          |
| Israel               | Ministerio de Educación                                          |
| Japón                | Ministerio de Educación, Cultura, Deportes, Ciencia y Tecnología |
| México               | Secretaría de Educación Pública                                  |
| Nicaragua            | Ministerio de Educación                                          |
| Países Bajos         | Ministerio de Educación, Cultura y Ciencia                       |
| Países Bajos         | Ministerio de Educación Primaria y Secundaria                    |
| Panamá               | Ministerio de Educación                                          |
| Paraguay             | Ministerio de Educación y Ciencias                               |
| Perú                 | Ministerio de Educación                                          |
| Portugal             | Ministerio de Educación y Ciencias                               |
| Polonia              | Ministerio de Educación y Ciencias                               |
| República Dominicana | Ministerio de Educación                                          |
| República Dominicana | Ministerio de Educación Superior, Ciencia y Tecnología           |
| Rusia                | Ministerio de Educación de la Federación de Rusia                |
| Rusia                | Ministerio de Ciencia y Educación Superior de la Federación Rusa |
| Ucrania              | Ministerio de Educación y Ciencia                                |
| Uruguay              | Ministerio de Educación y Cultura                                |
| Venezuela            | Ministerio del Poder Popular para la Educación                   |

## Ministerios de Cultura
Un ministerio de Cultura es la entidad gubernamental encargada de promover la actividad cultural.
| País                 | Nombre oficial                                        |
| -------------------- | ----------------------------------------------------- |
| Argentina            | Secretaría de Cultura                                 |
| Chile                | Ministerio de las Culturas, las Artes y el Patrimonio |
| Colombia             | Ministerio de las Culturas, las Artes y los Saberes   |
| Costa Rica           | Ministerio de Cultura y Juventud                      |
| Cuba                 | Ministerio de Cultura                                 |
| Ecuador              | Ministerio de Cultura y Patrimonio                    |
| El Salvador          | Ministerio de Cultura                                 |
| Francia              | Ministerio de Cultura                                 |
| Nueva Zelanda        | Ministerio de Cultura y Patrimonio                    |
| México               | Secretaría de Cultura                                 |
| Perú                 | Ministerio de Cultura                                 |
| República Dominicana | Ministerio de Cultura                                 |
| Suecia               | Ministerio de Cultura                                 |
| Tailandia            | Ministerio de Cultura                                 |

## Ministerios del Deporte
Un ministerio del Deporte es la entidad gubernamental encargada de contribuir a desarrollar una cultura deportiva en un país, así como promover la actividad física y una vida saludable en cooperación con el ministerio de Salud.
| País                 | Nombre oficial                                                                         |
| -------------------- | -------------------------------------------------------------------------------------- |
| Argentina            | Subsecretaría de Deportes                                                              |
| Bolivia              | Ministerio de Deporte                                                                  |
| Brasil               | Ministerio de Salud y Deportes                                                         |
| Canadá               | Ministerio de Deporte                                                                  |
| Chile                | Ministerio del Deporte                                                                 |
| Colombia             | Ministerio del Deporte                                                                 |
| Costa Rica           | Instituto Costarricense del Deporte y la Recreación                                    |
| Ecuador              | Ministerio del Deporte                                                                 |
| España               | Ministerio de Educación, Formación Profesional y Deportes                              |
| Honduras             | Ministerio de Cultura y Deportes                                                       |
| Italia               | Ministerio de Deporte y Políticas Juveniles                                            |
| México               | Comisión Nacional de Cultura Física y Deporte                                          |
| Países Bajos         | Ministerio de Salud, Bienestar y Deportes                                              |
| Países Bajos         | Ministerio de Cuidado y Deportes                                                       |
| Reino Unido          | Secretaría de Estado para Asuntos Digitales, Cultura, Medios de Comunicación y Deporte |
| República Dominicana | Ministerio de Deportes y Recreación                                                    |
| Ucrania              | Ministerio de Juventud y Deportes                                                      |
| Venezuela            | Ministerio del Poder Popular para la Juventud y el Deporte                             |

## Ministerios de Ciencia y Tecnología
| País                 | Nombre oficial                                               |
| -------------------- | ------------------------------------------------------------ |
| Argentina            | Secretaría de Innovación, Ciencia y Tecnología               |
| Bangladés            | Ministerio de Ciencia y Tecnología                           |
| Brasil               | Ministerio de Ciencia, Tecnología e Innovación               |
| Chile                | Ministerio de Ciencia, Tecnología, Conocimiento e Innovación |
| China                | Ministerio de Ciencia y Tecnología                           |
| Colombia             | Ministerio de Ciencia, Tecnología e Innovación               |
| Corea del Sur        | Ministerio de Ciencia y TIC                                  |
| España               | Ministerio de Ciencia, Innovación y Universidades            |
| Israel               | Ministerio de Ciencia, Tecnología y Espacio                  |
| México               | Consejo Nacional de Humanidades, Ciencias y Tecnologías      |
| Paraguay             | Consejo Nacional de Ciencia y Tecnología                     |
| República Dominicana | Ministerio de Educación Superior, Ciencia y Tecnología       |
| Vietnam              | Ministerio de Ciencia y Tecnología                           |

## Ministerios de Medio Ambiente
| País                 | Nombre oficial                                                                                                  |
| -------------------- | --- |
| Alemania             | Ministerio Federal de Medio Ambiente, Protección de la Naturaleza, Seguridad Nuclear y Protección al Consumidor |
| Argentina            | Subsecretaría de Ambiente                                                                                       |
| Bélgica              | Ministerio de Clima, Medio Ambiente, Desarrollo Sostenible y Pacto Verde                                        |
| Bolivia              | Ministerio de Medio Ambiente y Agua                                                                             |
| Brasil               | Ministerio de Medio Ambiente                                                                                    |
| Canadá               | Ministerio de Medio Ambiente y Cambio Climático                                                                 |
| Canadá               | Ministerio de Recursos Naturales                                                                                |
| Chile                | Ministerio del Medio Ambiente                                                                                   |
| Colombia             | Ministerio de Ambiente y Desarrollo Sostenible                                                                  |
| Costa Rica           | Ministerio de Ambiente y Energía                                                                                |
| Dinamarca            | Ministerio de Política Climática Global                                                                         |
| Dinamarca            | Ministerio del Clima, Energía y Abastecimiento                                                                  |
| Dinamarca            | Ministerio del Medio Ambiente                                                                                   |
| Ecuador              | Ministerio del Ambiente, Agua y Transición Ecológica                                                            |
| España               | Ministerio para la Transición Ecológica y Reto Demográfico                                                      |
| Estados Unidos       | Agencia de Protección Ambiental de Estados Unidos                                                               |
| Finlandia            | Ministerio del Medio Ambiente y Cambio Climático                                                                |
| Francia              | Ministerio para la Transición Ecológica y la Cohesión Territorial                                               |
| Honduras             | Secretaría de Recursos Naturales y Ambiente                                                                     |
| Italia               | Ministerio de Medio Ambiente y Seguridad Energética                                                             |
| México               | Secretaría de Medio Ambiente y Recursos Naturales                                                               |
| Noruega              | Ministerio de Clima y Medio Ambiente                                                                            |
| Países Bajos         | Ministerio de Energía y Clima                                                                                   |
| Países Bajos         | Ministerio de Naturaleza y Calidad del Aire                                                                     |
| Perú                 | Ministerio del Ambiente                                                                                         |
| Reino Unido          | Departamento de Medio Ambiente, Alimentación y Asuntos Rurales                                                  |
| República Dominicana | Ministerio de Medio Ambiente y Recursos Naturales                                                               |
| Suecia               | Ministerio de Ambiente y Clima                                                                                  |
| Suiza                | Departamento Federal del Medio Ambiente, Transportes, Energía y Comunicación                                    |
| Ucrania              | Ministerio de Protección Medioambiental y Recursos Naturales                                                    |
| Uruguay              | Ministerio de Ambiente                                                                                          |
| Venezuela            | Ministerio del Poder Popular para el Ecosocialismo                                                              |

## Ministerios de Turismo
| País                 | Nombre oficial                               |
| -------------------- | -------------------------------------------- |
| Argentina            | Subsecretaría de Turismo                     |
| Chile                | Subsecretaría de Turismo                     |
| Colombia             | Ministerio de Comercio, Industria y Turismo  |
| Cuba                 | Ministerio de Turismo                        |
| Ecuador              | Ministerio de Turismo                        |
| Egipto               | Ministerio de Turismo y Antigüedades         |
| El Salvador          | Ministerio de Turismo                        |
| Honduras             | Secretaría de Turismo                        |
| Israel               | Ministerio de Turismo                        |
| México               | Secretaría de Turismo                        |
| República Dominicana | Ministerio de Turismo                        |
| Uruguay              | Ministerio de Turismo                        |
| Venezuela            | Ministerio del Poder Popular para el Turismo |

## Ministerios de Desarrollo Social
Un ministerio de políticas sociales o ministerio de Desarrollo Social es el encargado de diseñar, planear, ejecutar y coordinar las políticas públicas en materia de bienestar social y calidad de vida.
| País      | Nombre oficial                               |
| --------- | -------------------------------------------- |
| Argentina | Ministerio de Capital Humano                 |
| Chile     | Ministerio de Desarrollo Social y Familia    |
| Guatemala | Ministerio de Desarrollo Social              |
| Honduras  | Secretaría de Desarrollo e Inclusión Social  |
| México    | Secretaría de Bienestar                      |
| Israel    | Ministerio de Bienestar y Servicios Sociales |
| Perú      | Ministerio de Desarrollo e Inclusión Social  |
| Uruguay   | Ministerio de Desarrollo Social              |

## Ministerios de Equidad
Los ministerios de la Diversidad, Mujeres y/o Igualdad de Género, son los responsables de coordinar las políticas dirigidas a hacer efectiva la equidad mediante la prevención y erradicación de las distintas formas de violencia, así como la eliminación de toda forma de discriminación por razón de apariencia física, edad, sexo, origen étnico o geográfico, religión, ideologías, expresión y orientación sexual, identidad de género, capacidades diferentes, personalidad, entre otras.
| País                            | País                            | Nombre oficial |
| ------------------------------- | ------------------------------- | --- |
| Alemania                        | Alemania                        | Ministerio Federal de Familia, Tercera Edad, Mujeres y Juventud                                                                                                   |
| Australia                       | Australia                       | Ministerio de la Mujer |
| Austria                         | Austria                         | Ministerio de la Mujer, Familia, Integración y Medios |
| Azerbaiyán                      | Azerbaiyán                      | Ministerio Estatal de Asuntos de la Familia, la Mujer y la Infancia                                                                                               |
| Bangladés                       | Bangladés                       | Ministerio de Asuntos de la Mujer y la Infancia |
| Bélgica                         | Bélgica                         | Secretaría de Estado de Igualdad de Género, Igualdad de Oportunidades y Diversidad                                                                                |
| Botsuana                        | Botsuana                        | Ministerio de Juventud, Género, Deporte y Cultura |
| Brasil                          | Brasil                          | Ministerio de las Mujeres |
| Brasil                          | Brasil                          | Ministerio de Desarrollo y Asistencia Social, Familia y Combate al Hambre                                                                                         |
| Burundi                         | Burundi                         | Ministerio de Solidaridad Nacional, Asuntos Sociales, Derechos Humanos y Género                                                                                   |
| Camboya                         | Camboya                         | Ministerio de Asuntos de la Mujer |
| Canadá                          | Canadá                          | Ministerio de la Mujer, la Igualdad de Género y Juventud |
| Chad                            | Chad                            | Ministerio de la Mujer y Protección de la Primera Infancia |
| Chile                           | Chile                           | Ministerio de la Mujer y la Equidad de Género |
| Ciudad del Vaticano             | Ciudad del Vaticano             | Dicasterio para los Laicos, la Familia y la Vida (Funciones algo parecidas a la de un ministerio de igualdad pero no se encuentra suficiente información)         |
| Colombia                        | Colombia                        | Ministerio de Igualdad y Equidad |
| Corea del Sur                   | Corea del Sur                   | Ministerio de Igualdad de Género y Familia |
| Costa Rica                      | Costa Rica                      | Instituto Nacional de las Mujeres |
| Dominica                        | Dominica                        | Ministerio del Desarrollo y Empoderamiento de la Juventud, Jóvenes en Riesgo, Asuntos de Género, Seguridad de las Personas Mayores y Dominicanas con Discapacidad |
| Ecuador                         | Ecuador                         | Ministerio de la Mujer y Derechos Humanos |
| Eslovaquia                      | Eslovaquia                      | Ministerio de Asuntos Sociales y Equidad |
| Eslovenia                       | Eslovenia                       | Ministerio de Trabajo, Familia, Asuntos Sociales e Igualdad de Oportunidades                                                                                      |
| España                          | España                          | Ministerio de Igualdad |
| Etiopía                         | Etiopía                         | Ministerio de la Mujer y Asuntos Sociales |
| Fiyi                            | Fiyi                            | Ministerio de Mujeres, Niños y Alivio de la Pobreza |
| Filipinas                       | Filipinas                       | Departamento de la Mujer y Trabajadores Migratorios |
| Finlandia                       | Finlandia                       | Ministerio de Cooperación Nórdica y Equidad |
| Gambia                          | Gambia                          | Ministerio de Asuntos de la Mujer |
| Georgia                         | Georgia                         | Ministerio de Estado para la Reconciliación y la Igualdad |
| Ghana                           | Ghana                           | Ministerio de Género, Infancia y Protección Social |
| Guinea Ecuatorial               | Guinea Ecuatorial               | Ministerio de Asuntos Sociales y Promoción de la Mujer |
| Granada                         | Granada                         | Ministerio del Desarrollo Social y Comunitario, Vivienda y Asuntos de Género                                                                                      |
| Honduras                        | Honduras                        | Secretaría de la Mujer |
| India                           | India                           | Ministerio de Desarrollo de la Mujer, el Niño y de la industria textil                                                                                            |
| Indonesia                       | Indonesia                       | Ministerio de Empoderamiento de la Mujer y Protección Infantil |
| Irán                            | Irán                            | Ministerio de Asuntos Religiosos, la Mujer y la Familia |
| Irlanda                         | Irlanda                         | Ministerio de Infancia, Igualdad, Discapacidad, Integración y Juventud                                                                                            |
| Islandia                        | Islandia                        | Ministerio de Asuntos Sociales e Igualdad |
| Islas Salomón                   | Islas Salomón                   | Ministerio de la Mujer, la Juventud, la Infancia y la Familia |
| Israel                          | Israel                          | Ministerio de Igualdad Social |
| Italia                          | Italia                          | Ministerio de la Familia, Natalidad e Igualdad de Oportunidades                                                                                                   |
| Japón                           | Japón                           | Ministerio a cargo del Empoderamiento de la Mujer |
| Kenia                           | Kenia                           | Ministerio del Servicio público y la Acción afirmativa de género                                                                                                  |
| Kiribati                        | Kiribati                        | Ministerio de la Mujer, la Juventud, el Deporte y Asuntos Sociales                                                                                                |
| Kuwait                          | Kuwait                          | Ministerio de Asuntos Sociales, Desarrollo Comunitario y Asuntos de la Mujer y la Infancia                                                                        |
| Lesoto                          | Lesoto                          | Ministerio de Género, Juventud, Deportes, Artes, Cultura y Desarrollo Social                                                                                      |
| Liberia                         | Liberia                         | Ministerio de Género, Infancia y Protección Social |
| Libia                           | Libia                           | Ministerio de Estado de Asuntos de la Mujer |
| Luxemburgo                      | Luxemburgo                      | Ministerio para la Igualdad entre Mujeres y Hombres |
| Maldivas                        | Maldivas                        | Ministerio de Género, Familia y Servicios Sociales |
| Malaui                          | Malaui                          | Ministerio de Género, Bienestar Social |
| Malasia                         | Malasia                         | Ministerio de la Mujer, la Familia y el Desarrollo Comunitario |
| Mali                            | Mali                            | Ministerio de la Familia, Promoción de la Mujer y el Niño |
| Malta                           | Malta                           | Ministerio del Interior, Seguridad, Reformas e Igualdad |
| Mauricio                        | Mauricio                        | Ministerio de Igualdad de Género, Desarrollo Infantil y Bienestar Familiar                                                                                        |
| México                          | México                          | Secretaría de las Mujeres |
| Mozambique                      | Mozambique                      | Ministerio de Género, Infancia y Acción Social |
| Namibia                         | Namibia                         | Ministerio de Igualdad de Género, Erradicación de la Pobreza y Bienestar Social                                                                                   |
| Nepal                           | Nepal                           | Ministerio de la Mujer, la Infancia y la Tercera Edad |
| Nigeria                         | Nigeria                         | Ministerio de Asuntos de la Mujer y Desarrollo Social |
| Noruega                         | Noruega                         | Ministerio de Cultura y Equidad |
| Nueva Zelanda                   | Nueva Zelanda                   | Ministerio de la Mujer |
| Palestina                       | Palestina                       | Ministerio para los Asuntos de la Mujer |
| Paraguay                        | Paraguay                        | Ministerio de la Mujer |
| Perú                            | Perú                            | Ministerio de la Mujer y Poblaciones Vulnerables |
| Polonia                         | Polonia                         | Ministerio de Familia, Política Social e Igualdad entre Mujeres y Hombres                                                                                         |
| Portugal                        | Portugal                        | Secretaría de Estado de Igualdad y Migraciones |
| Reino de Dinamarca              | Dinamarca                       | Ministerio de Digitalización y Equidad |
| Reino de Dinamarca              | Groenlandia                     | Ministerio de Hacienda e Igualdad |
| Reino de Dinamarca              | Islas Feroe                     | Ministro de Infancia, Educación y Género |
| Reino Unido                     | Escocia                         | Ministerio de Salud Pública, Salud de la Mujer y Deporte |
| Reino Unido                     | Gales                           | Ministerio para las Igualdades |
| Reino Unido                     | Gibraltar                       | Ministerio de Vivienda e Igualdad |
| Reino Unido                     | Inglaterra                      | Ministerio de Igualdad |
| Reino Unido                     | Irlanda del Norte               | Ministerio para Desarrollo Social e Igualdad |
| República Centroafricana        | República Centroafricana        | Ministerio de la Promoción de Género, Protección de la Mujer, la Familia y la Niñez                                                                               |
| República del Congo             | República del Congo             | Ministerio de Promoción de la Mujer e Integración de la Mujer en el Desarrollo                                                                                    |
| República Democrática del Congo | República Democrática del Congo | Ministerio de Género, Familia e Infancia |
| República Dominicana            | República Dominicana            | Ministerio de la Mujer |
| República Francesa              | Francia                         | Ministerio de Igualdad entre Mujeres y Hombres, Diversidad e Igualdad de Oportunidades                                                                            |
| República Francesa              | Polinesia Francesa              | Ministerio de Familia y Solidaridad, Igualdad de Oportunidades |
| República Francesa              | Reunión                         | Ministerio de Prevención de la violencia intrafamiliar y la Mujer                                                                                                 |
| República Francesa              | Guadalupe                       | Ministerio de Igualdad de Oportunidades entre Hombres y Mujeres                                                                                                   |
| Ruanda                          | Ruanda                          | Ministerio de Género y Promoción Familiar |
| Rumania                         | Rumania                         | Ministerio de Familia, Juventud e Igualdad de Oportunidades |
| Tuvalu                          | Tuvalu                          | Ministerio de Salud, Bienestar Social y Género |
| Samoa                           | Samoa                           | Ministerio de la Mujer, Comunidad y Desarrollo Social |
| Santa Lucía                     | Santa Lucía                     | Ministerio de Equidad, Justicia Social y Empoderamiento de las Personas.                                                                                          |
| San Vicente y las Granadinas    | San Vicente y las Granadinas    | Ministerio de Movilización Nacional, Desarrollo Social, Familia, Asuntos de Género, Juventud, Vivienda y Asentamiento Humano Informal                             |
| Sierra Leona                    | Sierra Leona                    | Ministerio de Bienestar Social, Género y Asuntos de la Infancia                                                                                                   |
| Singapur                        | Singapur                        | Ministerio de Desarrollo de la Mujer, Social y Familiar |
| Somalia                         | Somalia                         | Ministerio de la Mujer |
| Sudáfrica                       | Sudáfrica                       | Ministra de la Mujer, la Juventud y las Personas con Discapacidad                                                                                                 |
| Sudán del Sur                   | Sudán del Sur                   | Ministerio de Género y Bienestar Social |
| Suecia                          | Suecia                          | Ministerio de Igualdad de Género |
| Uganda                          | Uganda                          | Ministerio de Género, Trabajo y Desarrollo Social |
| Venezuela                       | Venezuela                       | Ministerio del Poder Popular para la Mujer y la Igualdad de Género                                                                                                |
| Yibuti                          | Yibuti                          | Ministerio de Promoción de la Mujer, Bienestar Familiar y Asuntos Sociales                                                                                        |
| Zimbabue                        | Zimbabue                        | Ministerio de la Mujer e Igualdad |

## Ministerios de Felicidad y Soledad
Los ministerios de la felicidad y soledad son organismos creados con la finalidad de promover la felicidad de los ciudadanos con medidas de combate al aislamiento y sentimientos de soledad, como pueden ser la creación de indicadores estadísticos, censos con los que se asignan actividades comunitarias en centros recreativos tomando en cuenta el tiempo libre, la enseñanza de conocimientos y habilidades, el reparto de estímulos económicos, acceso a la atención psicológica, así como la promoción de la paz y estilos de vida saludables.
| País                   | Nombre oficial                                                           |
| ---------------------- | ------------------------------------------------------------------------ |
| Emiratos Árabes Unidos | Ministerio de Estado para la Felicidad y el Bienestar                    |
| Japón                  | Oficina del Ministerio de Contramedidas para la Soledad y el Aislamiento |
| Reino Unido            | Comisión de la Soledad                                                   |
| Venezuela              | Viceministerio para la Suprema Felicidad Social del Pueblo               |

## Organismos con rango de Ministerio de Estado
Son los organismos que poseen rango de Ministerio de Estado, en especial en los países latinoamericanos, que dependen directamente del presidente de la República y tienen rango de ministerio de Estado, según las leyes orgánicas de los ministerios.
| País      | Nombre oficial                                            |
| --------- | --------------------------------------------------------- |
| Argentina | Secretaría General de la Presidencia de la Nación         |
| Argentina | Secretaría Legal y Técnica de la Presidencia de la Nación |
| Chile     | Secretaría General de Gobierno de Chile                   |
| Chile     | Secretaría General de la Presidencia de Chile             |
| Uruguay   | Secretario de Presidencia de Uruguay                      |
| Uruguay   | Oficina de Planeamiento y Presupuesto                     |

## Ministerios ficticios
- En la saga literaria de Harry Potter existe el Ministerio de Magia que es el nombre que recibe el gobierno de Reino Unido en el Mundo Mágico. Sin embargo, tal y como se explica más arriba, en inglés se utiliza más la denominación «departamento» y, de hecho, el Ministerio de Magia se divide en varios departamentos, por ejemplo: Departamento de Cooperación Mágica Internacional (Ministerio de Relaciones Exteriores), Departamento de Aplicación de la Ley Mágica y el Departamento de Accidentes y Catástrofes Mágicas (Ministerios de Seguridad Pública), entre otros.
- En la novela 1984 Oceanía es un superestado totalitarista y unipartidista gobernado por el Ingsoc que cuenta con cuatro ministerios que velan por evitar el bienestar social: Ministerio del Amor (ministerio del Interior y de Seguridad Pública), el Ministerio de la Abundancia (ministerio de Economía, Desarrollo Social y Salud), el Ministerio de la Paz (ministerio de Guerra) y el Ministerio de la Verdad (ministerio de Educación, Artes, Cultura y acceso a la información).
- En la serie de televisión española El Ministerio del Tiempo existe un ministerio homónimo a la serie.

## Orden de los ministerios
Generalmente los ministerios de Estado siguen el siguiente orden:
- Ministerio del Interior
- Ministerio de Relaciones Exteriores
- Ministerio de Hacienda
- Ministerio de Defensa Nacional
- Ministerio de Justicia
- Ministerio de Economía
- Ministerio de Obras Públicas
- Ministerio de Educación Pública
- Ministerio de Agricultura
- Ministerio de Salud Pública
- Ministerio del Trabajo y Previsión Social
- Ministerio de Vivienda y Urbanismo
- Ministerio de Bienes Nacionales

Este es otorgado por fecha de creación, aunque esto puede variar; se rigen por la Ley Orgánica de Ministerios (en Chile es el DFL N.º 7912/1927 —Interior—; fija organización y atribuciones de las secretarías de Estado).